# Андерсонвільський табір
Колишня в’язниця Андерсонвілл (також відома як Табір Самтер) - табір для військовополонених Конфедерації протягом останніх чотирнадцяти місяців Громадянської війни в США. Збережена у національній історичній місцевості Андерсонвілл, розташованій поблизу Андерсонвілля, штат Джорджія. Більша частина території розташована в південно-західному окрузі Мейкон, поряд зі східною околицею міста Андерсонвілл. Окрім колишньої в’язниці, тут також розташоване Національне кладовище Андерсонвілла та Національний музей військовополонених.
В’язниця була створена в лютому 1864 року і проіснувала до квітня 1865 року. Нею командував капітан Генрі Вірц, якого судили і стратили після війни за воєнні злочини. Табір був заповнений у чотири рази більше, ніж мав би за нормальної місткості. У таборі було допущено неналежне водопостачання, недостатнє харчування та антисанітарію. З приблизно 45 000 військовополонених Армії Союзу, які утримувались у таборі Самтер, під час війни, майже 13 000 загинули. Основними причинами смерті були цинга, діарея та дизентерія.

## Умови утримання
В’язниця, яка відкрилася в лютому 1864 року , спочатку займала близько 16,5 акрів (6,7 га) землі, огородженої частоколом у висоту 15 футов (4,6 м). У червні 1864 року територія була збільшена до 26,5 акрів (10,7 га). Ділянка мала прямокутну форму, розміром 1620 футів (490 м) на 779 футів (237 м). Існували два входи із західної сторони частоколу, відомі як «північний вхід» і «південний вхід». Це дозволяє визначити простір, розрахований на одного полоненого як прибл. 5 футів на 6 футів (1,5 x 2 м).

### Опис Андерсонвільського табору

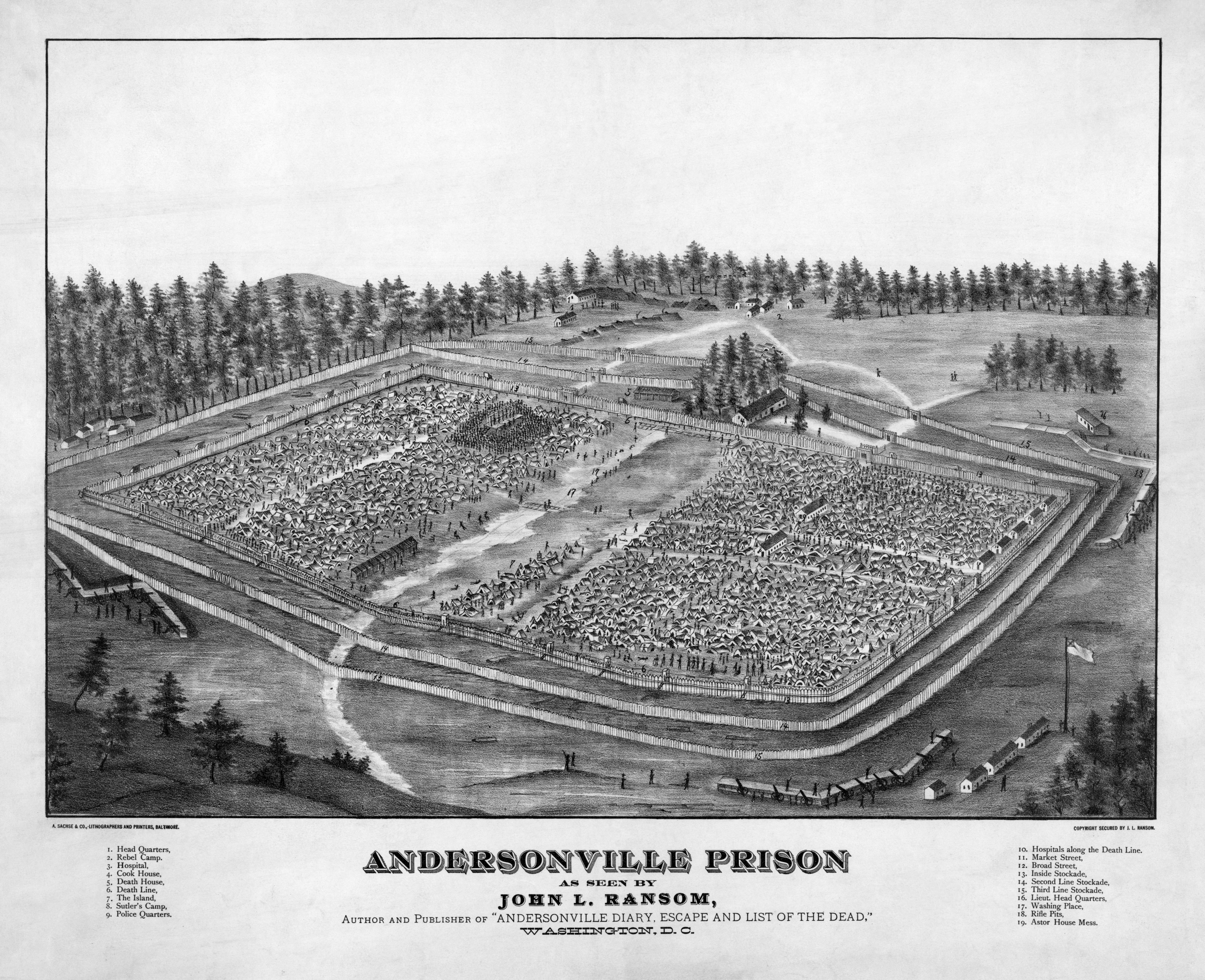
Зображення в’язниці Андерсонвілл Джона Л. Ренсома, колишнього в’язня

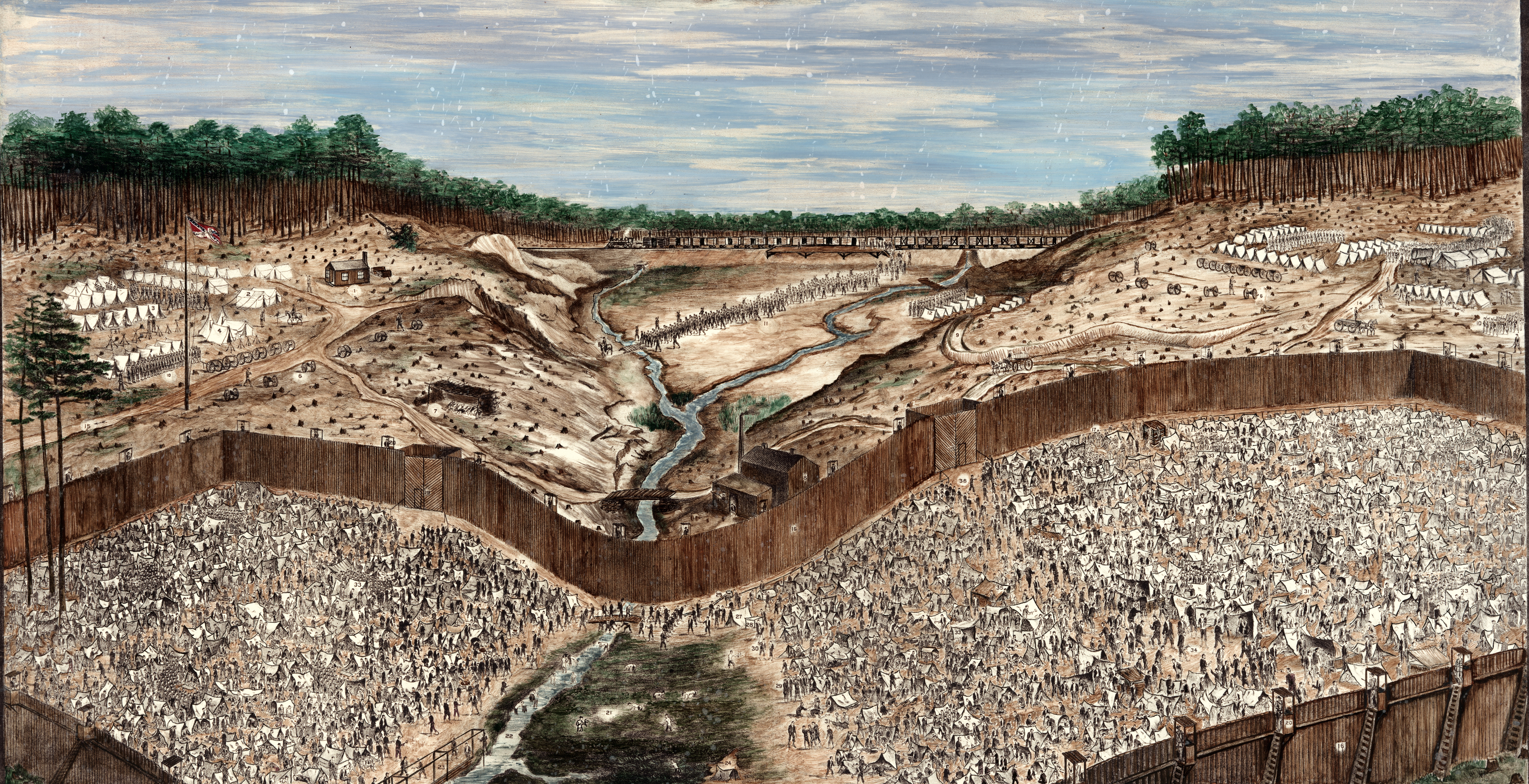
Малюнок в'язниці Андерсонвілл роботи Томаса О'Ді, колишнього в'язня

Роберт Х. Келлог, сержант-майор 16-го полку волонтерів Коннектикуту, описав своє прибуття до табору, в статусі ув’язненого 2 травня 1864 року:
Коли ми увійшли в це місце, нашим очам відкрилося видовище, яке ледь не заморозило нашу кров від жаху, і наші серця завмерли. Перед нами були фігури, які колись були активними і стрункими. Міцні люди, були тепер не що інше, як прості ходячі скелети, вкриті брудом і блохами. Багато з наших чоловіків, у запалі почуттів, щиро вигукували. «Може це пекло? Бережи нас Боже!», бо всі думали, що один Господь може вивести живим з такого жахливого місця. У центрі табору було болото, яке займало близько трьох-чотирьох акрів звуженої межі, і частину цього болотистого місця в'язні використовували як раковину, а екскременти вкривали землю, від якої тхнуло. Задушливо. Земля, відведена нашим дев’яносто новоприбулим, була на краю цієї чуми, і те, як нам довелося пережити теплу літню погоду у таких жахливих умовах, було більшим випробуванням, ніж нам здавалось.
Інші описи табору можна знайти в щоденнику Ренсома Чедвіка, бійця 85-го нью-йоркського піхотного полку. Чедвік і його товариші по полку були доставлені до в'язниці Андерсонвілл 30 квітня 1864 року. Великий і докладний щоденник вів Джон Л. Ренсом, під час ув’язнення в Андерсонвіллі.
Отець Пітер Вілан прибув до табору 16 червня 1864 року, для місіонерських цілей та допомоги в’язням. Його діяльність та описи життя табору часто згадується у мемуарах колишніх полонених табору  та свідченнях трибуналу над комендантом табору.

### Мертва лінія
В Андерсонвіллі був споруджений світлий паркан, відомий як «мертва лінія». Він мав приблизно 19 футів (5,8 м) внутрішньої стіни, розмежувала "буферну зону" і тримала в’язнів подалі від зовнішньої стіни. Остання була зроблена з грубо обтесаних колод близько 16 футів (4,9 м) у висоту, вбитих в землю. Будь-хто, хто перетинав або навіть діставався «мертвої лінії», розстрілювався без попередження вартовими на сторожових платформах (так звані «голубині сидіння»),що були облаштовані на частоколі. Є імовірним, хоча і не доведеним, що сучасний термін "дедлайн" ("деад" - смерть, "лайн" - лінія) походить саме від «мертвої лінії» Андерсонвілла.

### Проблеми зі здоров'ям

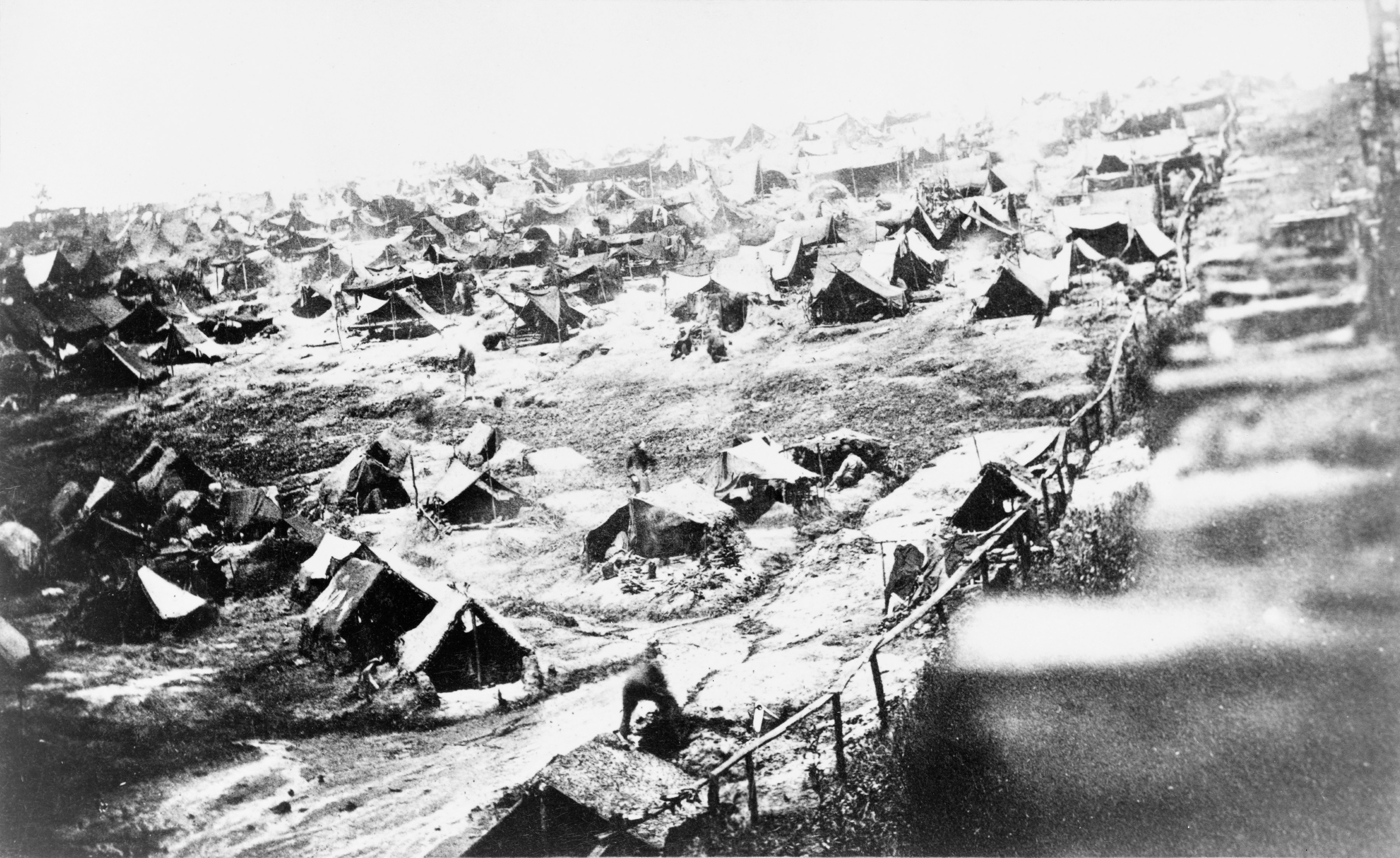
В'язні й намети Андерсонвілля, вид на південно-захід з "мертвою лінією", 17 серпня 1864 р.

Під час свого функціонування Андерсонвілльський табір часто мав недостатнє забезпеченя продовольством. До 1864 року цивільні конфедерати та солдати Армії Конфедерації намагалися отримати достатню кількість їжі. Від поганого забезпечення страждали як полонені, так і персонал фортеці, але в’язні отримували менше харчів, ніж охоронці, які, на відміну від своїх полонених, не сильно схудли і не страждали на цингу (наслідок дефіциту вітаміну С через брак свіжих фруктів та овочів в раціоні). Останнє, ймовірно, було основною причиною високого рівня смертності у таборі. Також на це впливали захворювання на дизентерію та черевний тиф, які були наслідком важких умов життя та поганої санітарії. Єдине джерело питної води брало свій початок зі струмка, який також слугував вигрібною ямою табору і весь час був наповнений фекаліями тисяч хворих і вмираючих. Навіть коли була доступна достатня кількість припасів, вони були поганої якості та неналежним чином приготовані.
Ув'язненим, чий власний одяг розсипався, не надавалося нового одягу. У деяких випадках одяг знімали з мертвих. Джон МакЕлрой, в’язень Андерсонвілля, згадував: «До того, як хтось досить охолов, його одяг вже привласнювали та ділили. Я був свідком багатьох гострих бійок між бажаючими заволодіти одягом мерця».
Хоча в’язниця була оточена лісом, полонених забезпечували дуже малою кількістю дров для обігріву чи приготування їжі. Це, разом із відсутністю посуду, унеможливлювало для ув’язнених приготування їх мізерних пайків, які складалися з погано подрібненого кукурудзяного борошна. Влітку 1864 року в’язні Союзу сильно страждали від голоду, палючого сонця та хвороб. Протягом семи місяців приблизно третина в'язнів померла від дизентерії та цинги. Вони були поховані в братських могилах, що було стандартною практикою керівництва в’язниці Конфедерації в Андерсонвіллі. У 1864 році генеральний хірург Конфедерації попросив Джозефа Джонса, експерта з інфекційних захворювань, дослідити високий рівень смертності в таборі. Він зробив висновок, що причиною цього була «скорбутична дизентерія» (кров'яна діарея, викликана дефіцитом вітаміну С). У 2010 році історик Дрісделл заявив, що анкілостомікоз, стан, який не був визнаний чи достатньо відомий під час громадянської війни, був основною причиною більшості смертей серед ув’язнених Андерсонвілля.

### Виживання та соціальні зв'язки
Під час громадянської війни концепція табору для військовополонених була ще новою. Ще в 1863 році президент Лінкольн зажадав запровадити кодекс поведінки, щоб гарантувати військовополоненим право на їжу та лікування, а також захистити їх від поневолення, тортур і вбивств. Андерсонвілл не надав своїм мешканцям цих гарантій. В’язні в Андерсонвіллі, без будь-яких правоохоронних органів чи захисту, організували суспільство, більш близьке до примітивного, ніж до громадянського. Таким чином, виживання часто залежало від міцності соціальних зв'язків полоненого у таборі. В’язень із друзями в Андерсонвіллі мав більше шансів вижити, ніж самотній в’язень. Соціальні зв'язки давали можливість отримати їжу, одяг, житло, моральну підтримку, можливості торгівлі та захист від інших ув’язнених. Одне дослідження показало, що полонений, який має сильні соціальні зв'язки в Андерсонвіллі, «має статистично значущий позитивний вплив на ймовірність виживання, і що чим тісніші зв’язки між друзями, виміряні такими ідентифікаторами, як етнічна приналежність, спорідненість і рідне місто, тим більше ефект».

### Рейдери
Група в’язнів, які називали себе рейдерами Андерсонвілля, нападали на своїх співв’язнів, щоб красти у них їжу, коштовності, гроші та одяг. Вони були озброєні переважно палицями і вбивали, щоб отримати те, що хотіли. Інша група була організована Пітером «Великим Пітом» Обрі, щоб зупинити крадіжки і називали себе «регуляторами». Вони спіймали майже всіх рейдерів, яких судив суддя "регуляторів" Пітер Маккалоу та присяжні, відібрані з групи нових поллонених. Це журі, визнавши рейдерів винними, встановлювало покарання, яке включало біг через рукавицю, відсилання до колодок, м’яча та ланцюга, а також у шести випадках - повішення.

### Пропозиції по обміну полоненими
Умови у таборі були настільки поганими, що в липні 1864 року капітан Генрі Вірц умовно звільнив п’ятьох солдатів Союзу, щоб вони передали петицію, підписану більшістю в’язнів Андерсонвілла, з проханням відновити обмін полоненими, щоб зменшити переповненість і дозволити в’язням покинути ці жахливі умови. Це прохання було відхилено, і прохачі, які поклялися повернутися, повідомили про це своїм товаришам.

### Пропозиція Конфедерації звільнити полонених
Наприкінці літа 1864 року Конфедерація запропонувала умовно звільнити полонених, якщо Союз пошле кораблі для їх повернення (Андерсонвілл знаходиться всередині країни, доступ був можливий лише залізницею та дорогами). Восени 1864 року, після битви за Атланту, всіх ув'язнених, які були достатньо здоровими, щоб пересуватись, відправили до Міллена, штат Джорджія, та Флоренції, Південна Кароліна. У Міллені переважно були кращі умови, і в’язнів перевозили залізницею до порту Савани. Після того, як генерал Вільям Текумсе Шерман почав свій похід до моря і знищив Міллену, полонених, що залищилися, повернули в Андерсонвілл.
Під час війни, до в’язниці Андерсонвілля було прийнято 45 тисяч в’язнів; з них майже 13 000 померли. Характер і причини смертей викликають суперечки серед істориків. Деякі стверджують, що смерті сталася внаслідок політики Конфедерації та були воєнними злочинами проти полонених Союзу, тоді як інші стверджують, що вони були наслідком хвороби, спричиненої сильною переповненістю, дефіцитом продовольства в Конфедеративних Штатах, некомпетентністю тюремних працівників і руйнуванням системи обміну полоненими, викликаною відмовою Конфедерації включити "чорні війська" у списки. Все це переповнювало табір у Андерсонвіллі. Під час війни хвороби були основною причиною смерті в обох арміях, що свідчить про те, що інфекційні захворювання були хронічною проблемою через погані санітарні умови як у військових таборах, так і в таборах для полонених.
| Дата                | Населення |
| ------------------- | --------- |
| 1 квітня 1864 року  | 7 163     |
| 5 травня 1864 року  | 12 002    |
| 13 червня 1864 року | 20 654    |
| 19 червня 1864 року | 23 944    |
| 18 липня 1864 року  | 29 078    |
| 31 липня 1864 року  | 31 680    |
| 31 серпня 1864 року | 31 695    |

### Доренс Етуотер
Молодий в’язень Союзу Доренс Етуотер був обраний для запису імен і чисельності загиблих в Андерсонвіллі, задля урахування Конфедерацією та федеральним урядом після закінчення війни. Він напевне вірив, що федеральний уряд ніколи не побачить справжній список, тому знаходячись поруч з Генрі Вірцем, таємно вів власний список серед інших паперів. Коли Етуотер був звільнений, він поклав список у свою сумку і виніс його з табору. Після цього його опублікувала New York Tribune, коли Хорас Грілі, власник газети, дізнався, що федеральний уряд відмовився від списку і завдав Етуотеру багато проблем. Етуотер вважав, що комендант Андерсонвілля намагався, щоб ув’язнені Союзу були непридатними до бою, якщо виживуть і звільняться.

### Ньюелл Берч
Військовополонений Ньюелл Берч також зафіксував у своєму щоденнику важкі умови життя у Андерсонвіллі. Член 154-го нью-йоркського добровольчого піхотного полку, Берч потрапив у полон у перший день битви під Геттісбергом. Спочатку він був ув'язнений на острові Белл в Річмонді, штат Вірджинія, а потім в Андерсонвіллі. Йому приписують те, що він найдовше, з військових Союзу, був полоненим під час Громадянської війни, пробувши у полоні загалом 661 день. Його щоденник знаходиться в колекції історичного товариства округу Данн в Меномоні, штат Вісконсін. Мімеографічна копія зберігається в Історичному товаристві Вісконсина.

## Втечі
Планування втечі було рутиною тисяч в’язнів табору. Більшість чоловіків сформували загони, щоб вирватися з табору за допомогою тунелів. Тунелі прокопувались у сусідні ліси, що починались за п’ятдесят футів від стіни. Після виходу втеча виявлялась майже неможливою через погане здоров’я в’язнів. Ув’язненим, яких спіймали при спробі втечі, відмовляли в пайках, прив’язували ланцюгами або вбивали. Ще одним способом втечі було удавання мертвого. Рівень смертності в таборі, який становив близько сотні чоловік на день, зробив утилізацію тіл для охоронців невимушеною процедурою. Полонені прикидалися мертвими і їх виносили до ряду трупів за стінами табору. Як тільки наступала ніч, чоловіки вставали й бігли. Коли Вірц дізнався про цю практику, то наказав хірургам оглядати всі тіла, що залишали межі табору.
Записи Конфедерації показують, що 351 ув’язнений (близько 0,7% усіх ув’язнених) здійснили успішну втечу, хоча багатьох з них було знову схоплено пізніше. Армія США нараховує 32 особи, які повернулися до таборів Союзу. Деякі, імовірно, просто повернулися до цивільного життя, не повідомивши про це військових, а інші - померли.

## Звільнення
В’язниця Андерсонвілл була звільнена у травні 1865 року.

## Судовий процес

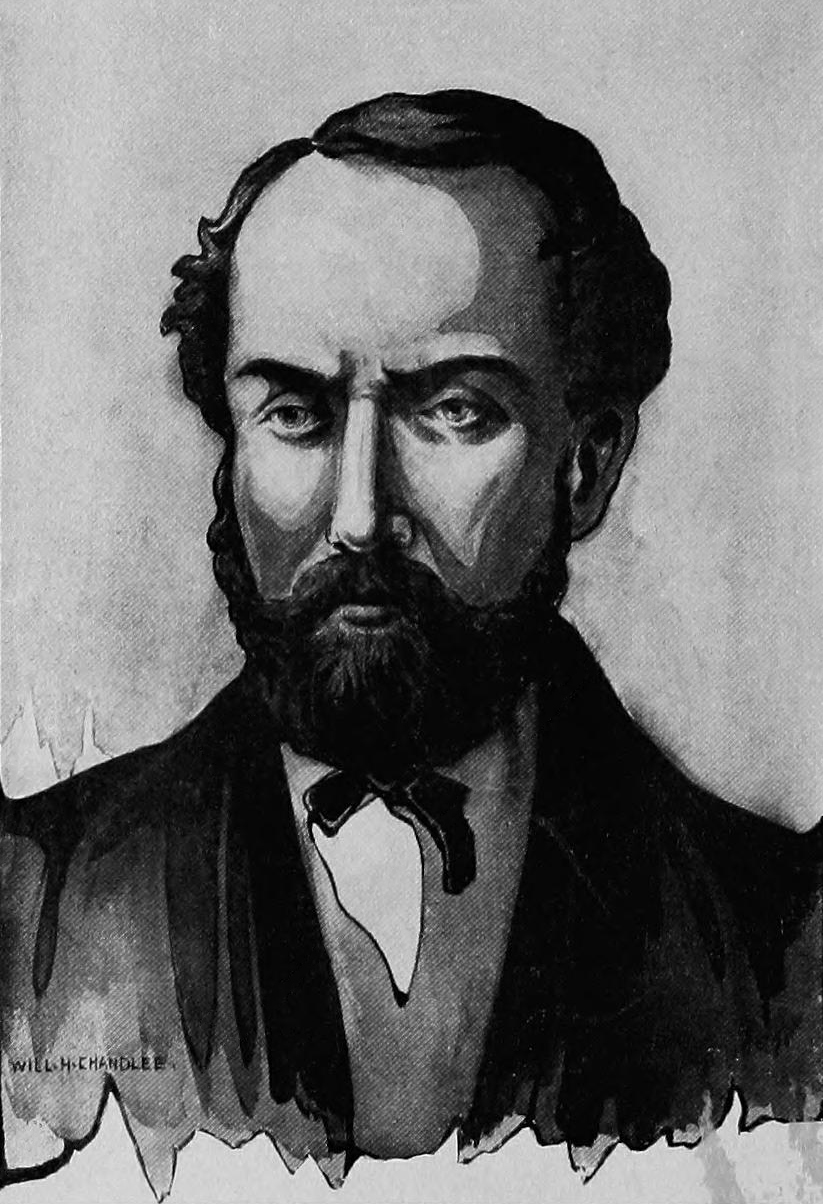
капітан Генрі Вірц

Після війни Генрі Вірц, комендант внутрішнього периметру в Самтера, був засуджений військовим трибуналом за звинуваченням у військових злочинах. У судовому процесі взяли участь генерал Союзу Лью Уоллес (як головуючий) і старший суддя Нортон Паркер Чіпмен.
Ряд колишніх ув’язнених свідчили про умови утримання в Андерсонвіллі. Багато хто звинувачував Вірца в конкретних актах жорстокості, під час деяких з них Вірца навіть не було в таборі. Суд також розглянув офіційну кореспонденцію із захоплених записів Конфедерації. Можливо, найсильнішим доказом звинувачення був лист доктора Джеймса Джонса до головного хірурга Конфедерації, якого в 1864 році Річмонд надіслав дослідити умови в Таборі. Джонс був приголомшений тим, що побачив, і повідомив, що двічі блював і захворів на грип за одну годину інспекції табору. Його графічно детальний звіт своєму начальству практично "закрив справу".
Вірц надав докази того, що благав владу Конфедерації спробувати надати більше їжі і що він намагався покращити умови для ув'язнених, однак був визнаний винним і засудженим до смертної кари. 10 листопада 1865 року Генрі Вірц був страчений через повішення. Він був одним із двох людей, страчених після Громадянської війни за воєнні злочини, і єдиним чиновником Конфедерації. Розголошення страждань полонених було одним із факторів, які вплинули на громадську думку мешканців Півночі щодо Півдня після закінчення Громадянської війни.

## Національний музей військовополонених
У 1890 році Велика армія Республіки (Департамент Джорджії) викупила місце, на якій розташовувалась в'язниця Андерсонвілл через членство та підписку. У 1910 році це місце було подаровано Федеральному уряду США "Жіночим корпусом допомоги"  (допоміжним підрозділом Великої армії Республіки).
Національний музей військовополонених відкрився у 1998 році, як меморіал всім американським військовополоненим. Експонати відображають захоплення у полон, умови життя, труднощі та досвід американських військовополонених у всі періоди, використовуючи мистецтво, фотографії, дисплеї та відеопрезентації. Музей також обслуговує відвідувачів парку.
Відвідувачі можуть прогулятися на 26,5 акрах (10,7 га) табору, який окреслено подвійними рядами білих стовпів. Реконструйовано дві частини стіни частоколу: північну браму та північно-східний кут.

## Національне кладовище Андерсонвілл

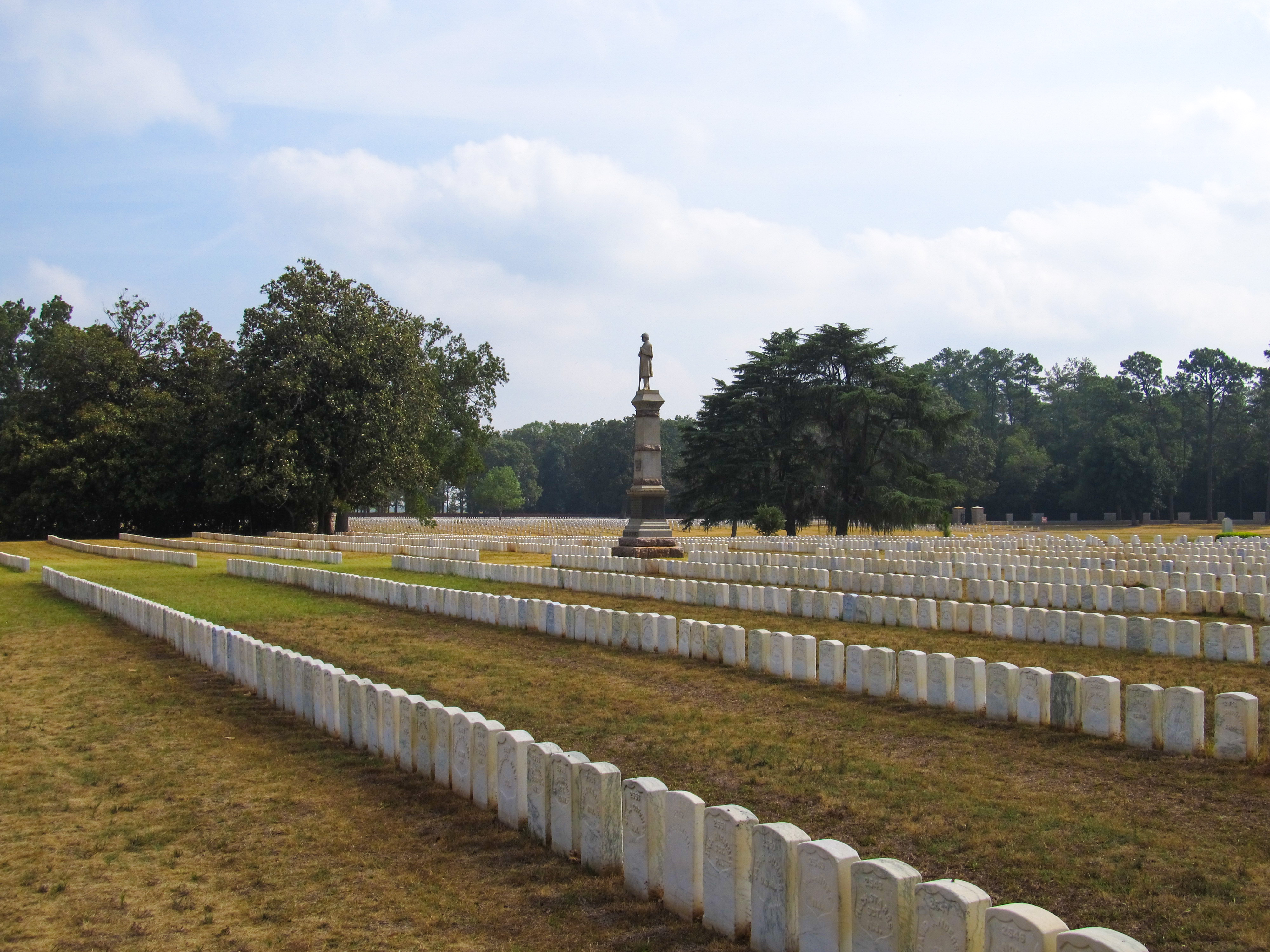
Національне кладовище Андерсонвілля, червень 2011 р

Поховання в'язнів табору перетворили на національне кладовище. Кладовище є місцем останнього спочинку військовополонених Союзу, які загинули під час перебування у таборі Андерсонвілл (Самтер). У ньому розташовано 13 714 могил, з яких 921 мають позначку «невідомий».
Національне кладовище також використовується як місце поховання ветеранів та їхніх утриманців.

## У масовій культурі
- «Андерсонвілл» (1955) — роман Маккінлі Кантора про в’язницю Андерсонвілл. Він отримав Пулітцерівську премію за художню книгу в 1956 році.
- Суд Андерсонвілля (1970), телевізійна адаптація бродвейської п’єси 1959 року на телеканалі PBS. У ній зображено судовий процес 1865 року над комендантом Андерсонвілля Генрі Вірцем.
- Телефільм «Андерсонвілль» (1996) режисера Джона Франкенхаймера розповідає історію сумнозвісного табору полонених.[41]
- Макс Р. Терман. Честь Хірама: знову прожита Громадянська війна рядового Термана (2009, Хіллсборо, Канзас: TESA Books,ISBN 0-615-27812-4) — історичний роман.[42]
- У телесеріалі «Пекло на колесах» лиходій Тор Гундерсен вижив у Андерсонвіллі. Його переживання залишили глибокі душевні шрами і підживлюють його ненависть до головного героя, ветерана Конфедерації Каллена Боханнона, залізничного бригадира. У глибині свого божевілля Гундерсен починає називати себе «містер Андерсон».
- Цей табір коротко згадується у фільмі «Хороший, поганий, злий», оскільки Ангельські очі (Лі Ван Кліф) використовує Самтер як приклад для керування своїм табором. Це одна з найпомітніших історичних помилок (анахронізмів) у фільмі, оскільки подія відбувається під час кампанії в Нью-Мексико, за два роки до відкриття в’язниці. [джерело?]
- Роман «Інферно» Ларрі Нівена та Джеррі Пурнелла містить коротку згадку про табір. У романі, дія якого відбувається в пеклі, Біллі Кід зауважує, що «хлопця, який керував табором для в’язнів Андерсонвілл», вічно катують на острові по серед Піріфлегетону, річки киплячої крові.
- У романі Трейсі Грут, написаному в 2014 році під назвою «Вартові Андерсонвілля», зображено деяких історичні персонажі, таких як капітан Генрі Вірц і генерал Джон Уіндер, а також вигадані полонені табору Андерсонвілл, такі як сусіди-повстанці, які намагалися допомогти в'язням і були зневажені громадою міста Америкус, штат Джорджія.
- Епопея Стівена Вінсента Бенета «Тіло Джона Брауна» згадує суд над Андерсонвіллем і Вірцем, як один із двох інцидентів, що символізують табори військовополонених під час Громадянської війни.
- У сьомому епізоді телевізійного міні-серіалу Кена Бернса «Громадянська війна» 1990 року, «1864, найсвятіша земля», сегмент під назвою «Чи можуть бути люди?» присвячений Андерсонвіллю; Його назва походить від цитати Волта Вітмена (озвучений у фільмі Гаррісоном Кейлором), яка частково звучить так: «Чи можуть це бути чоловіки? Чи вони насправді не трупи? . . . Померлих там не треба жаліти так само, як деяких живих, які приходять звідти, якщо їх ще можна назвати живими».
- Роман Себастьяна Баррі «Дні без кінця» 2016 року включає розділ, у якому головні герої потрапляють у полон як солдати Союзу та утримуються в таборі Андерсонвілл. Ув’язнених описують як «замучених голодом і переораних хворобою».
- У військовому фільмі 1959 року «Кінні солдати» табір часто згадується полковником Джоном Марлоу (Джон Вейн), оскільки його кавалерійська бригада Союзу перебуває в тилу Конфедерації під постійною загрозою виявлення.
- Епізод 1321 "Театру таємниць" на радіо CBS, який вийшов в ефір 28 квітня 1982 року під назвою «Привид Андерсонвілля», детально описується трагічні події стосунків між Келом Расселом (у виконанні Тоні Робертса), колишнім в’язнем табору та генералом Союзу Лісандером Катлером. Рассел відмовляється підтримати заявку Катлера на посаду президента через глибоку затаєну образу, викликану бездарним керуванням ним армією.

## Галерея

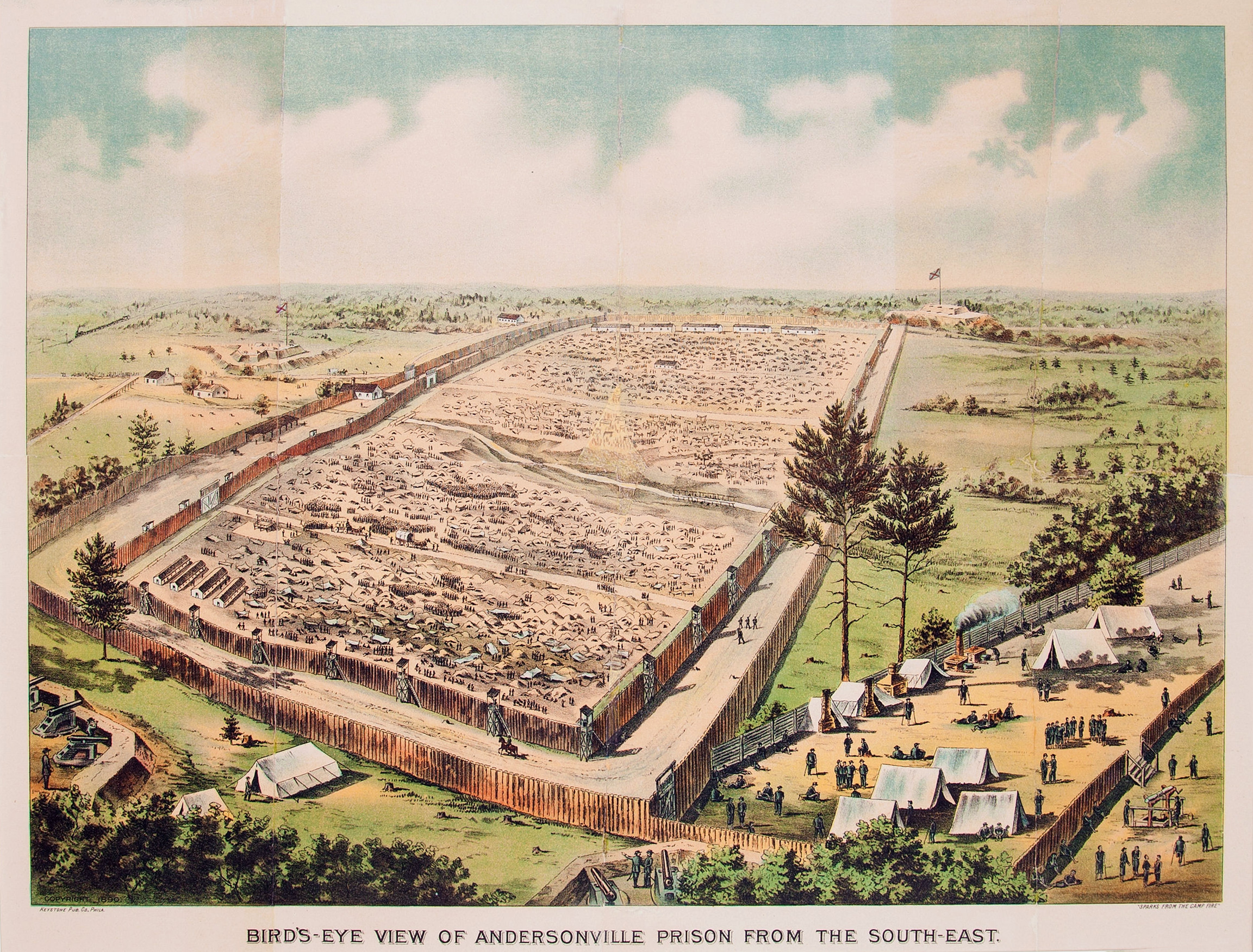
Вид з висоти пташиного польоту
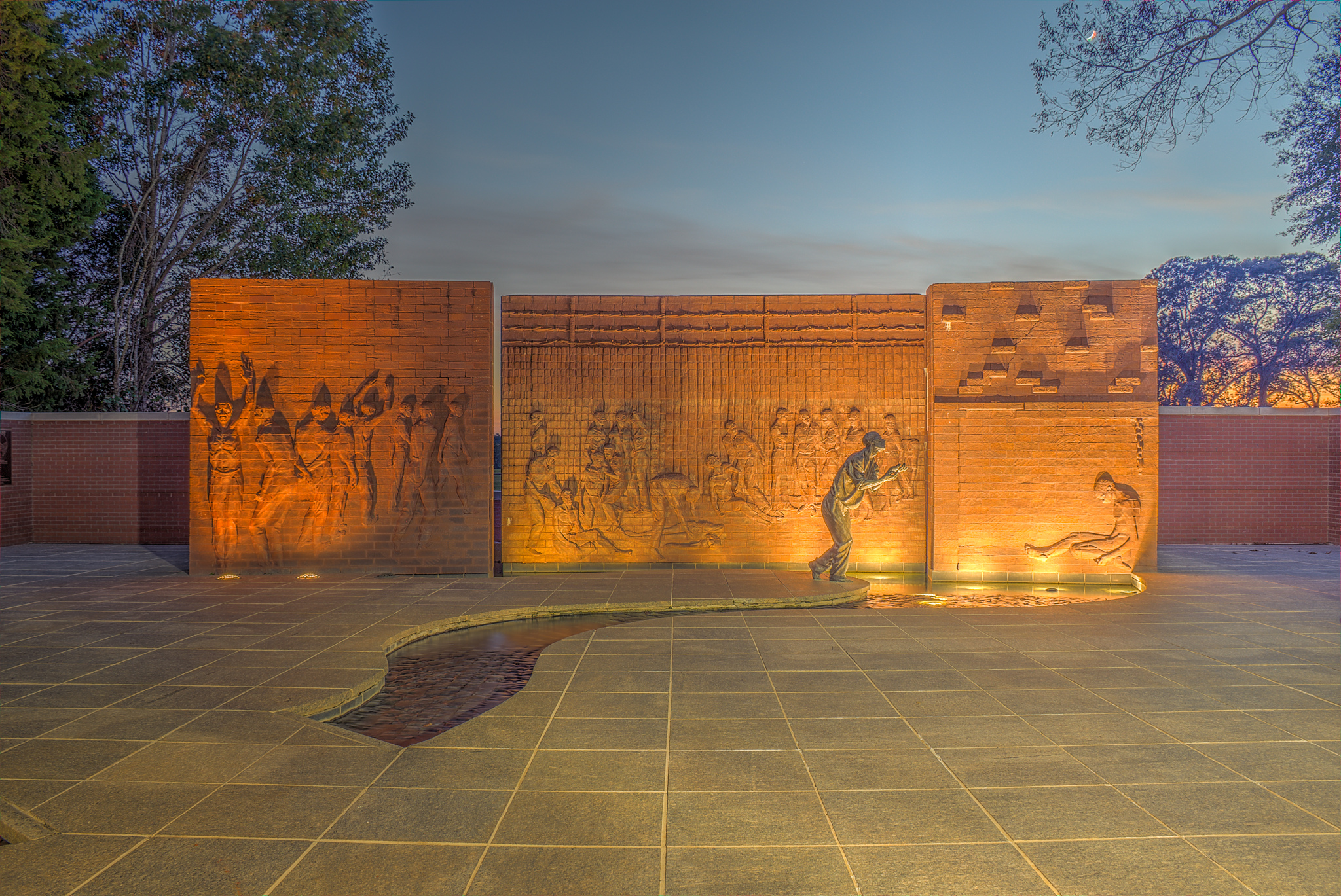
Меморіальна стіна
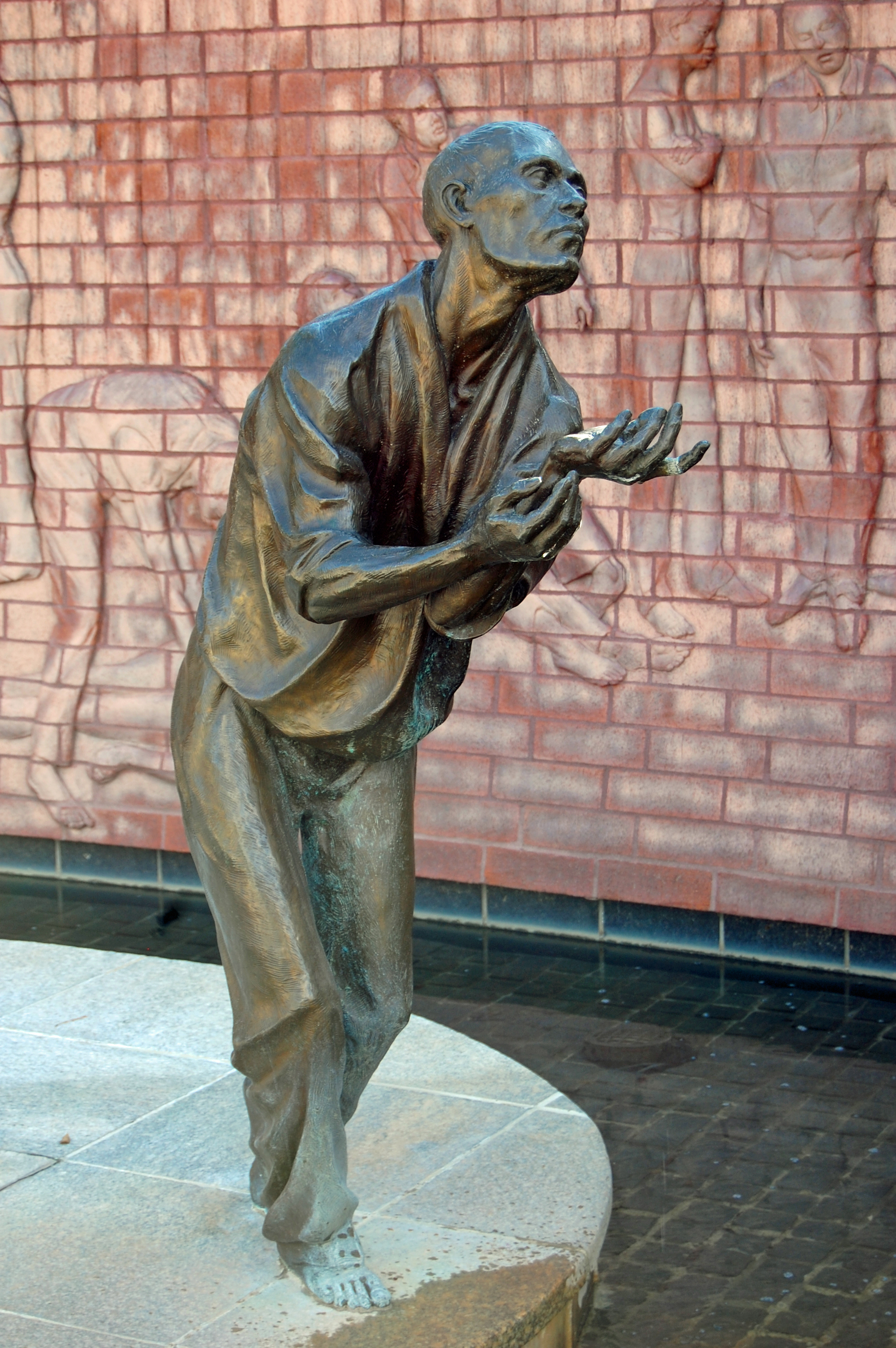
Статуя
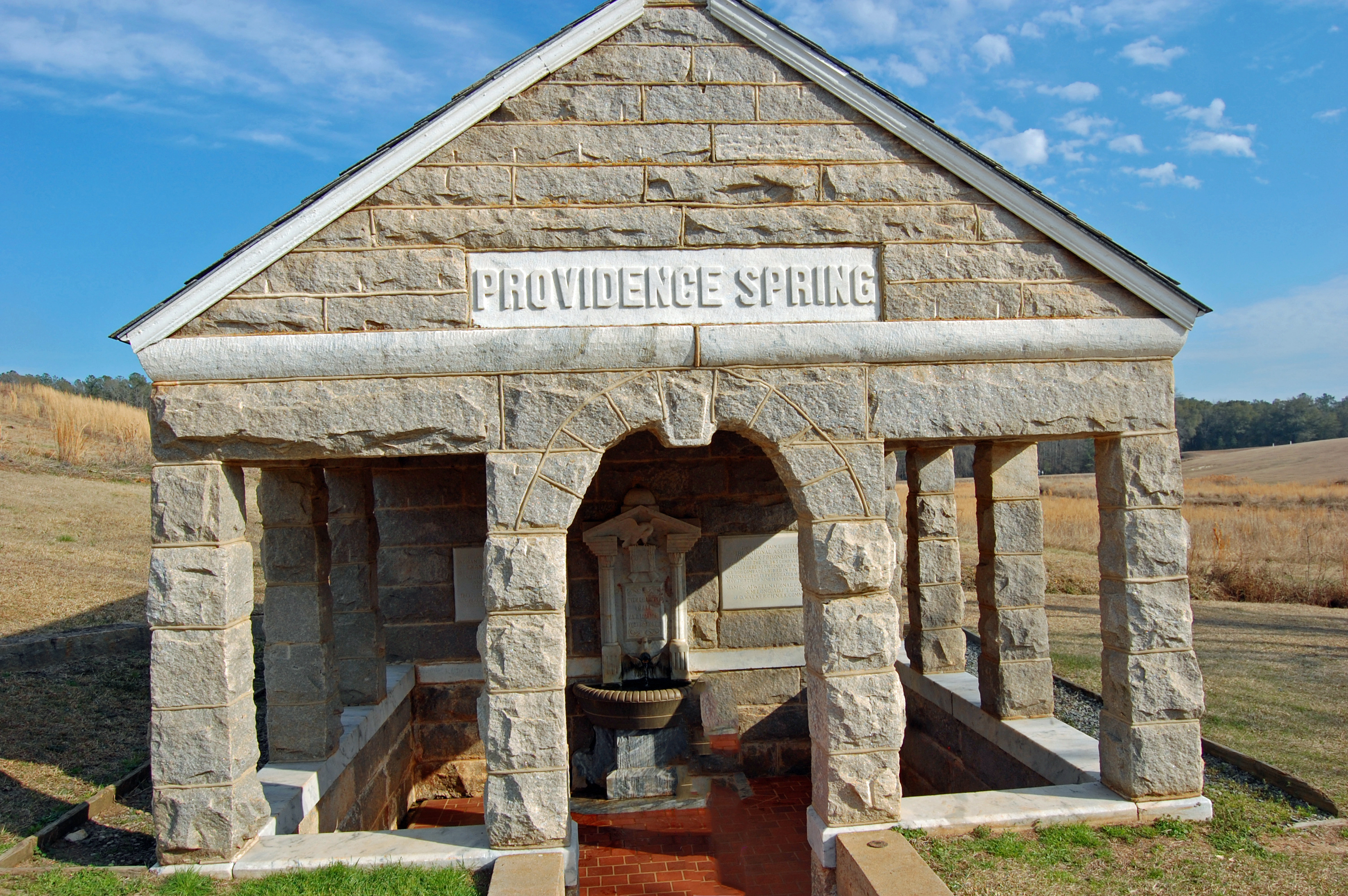
Провіденс Спрінг
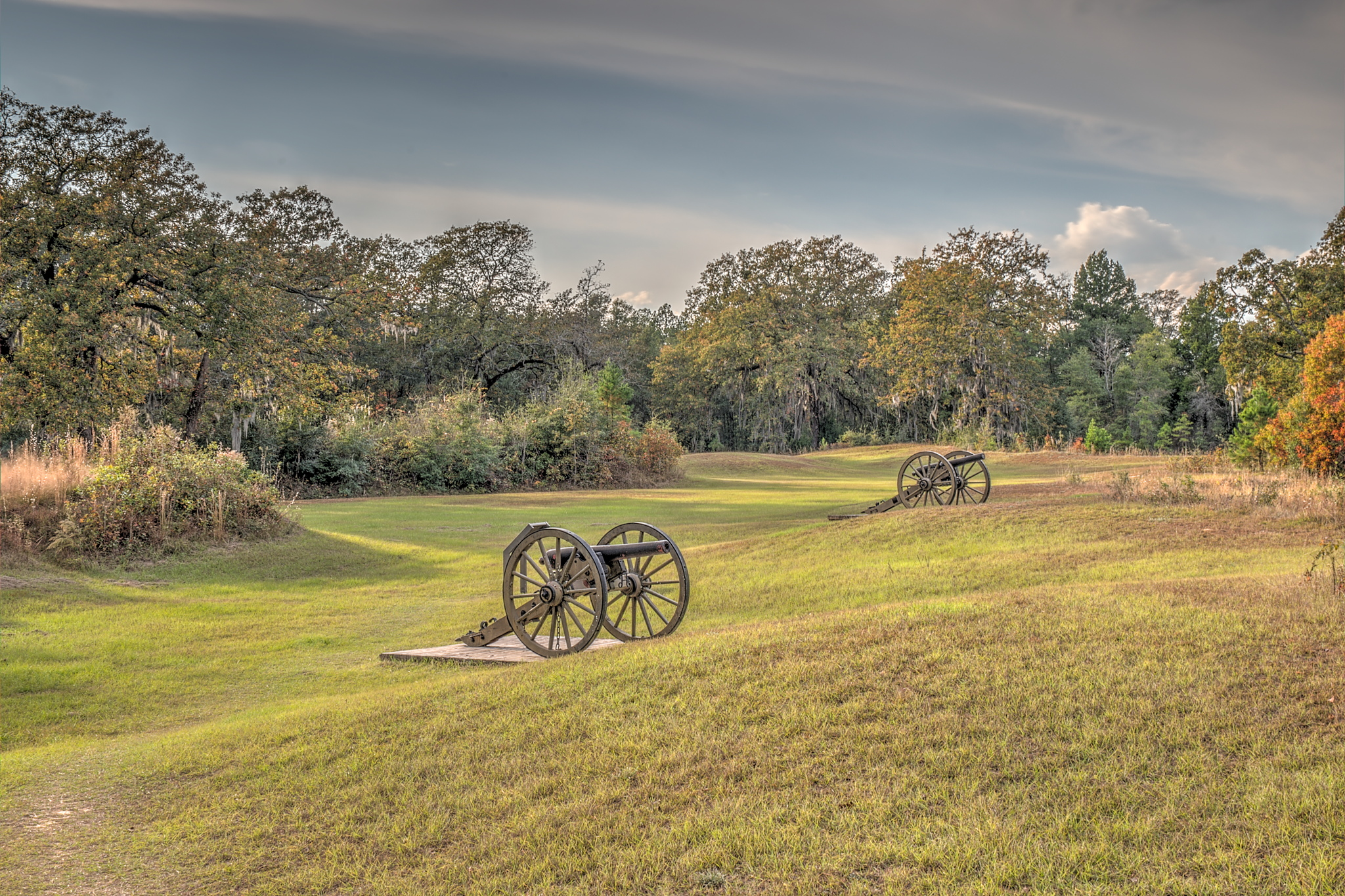
Зоряний форт
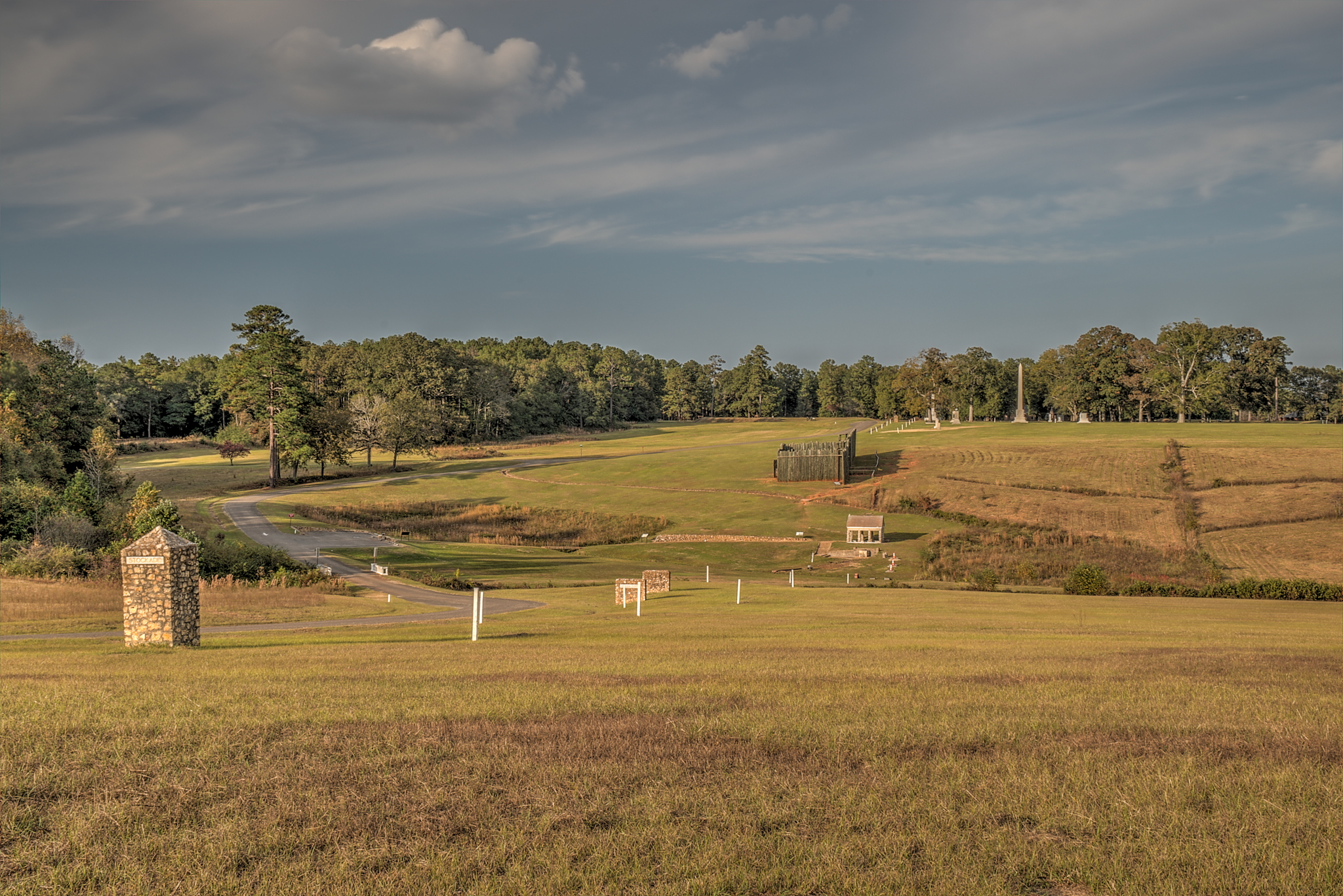
Панорамний вид з Зоряного Форту
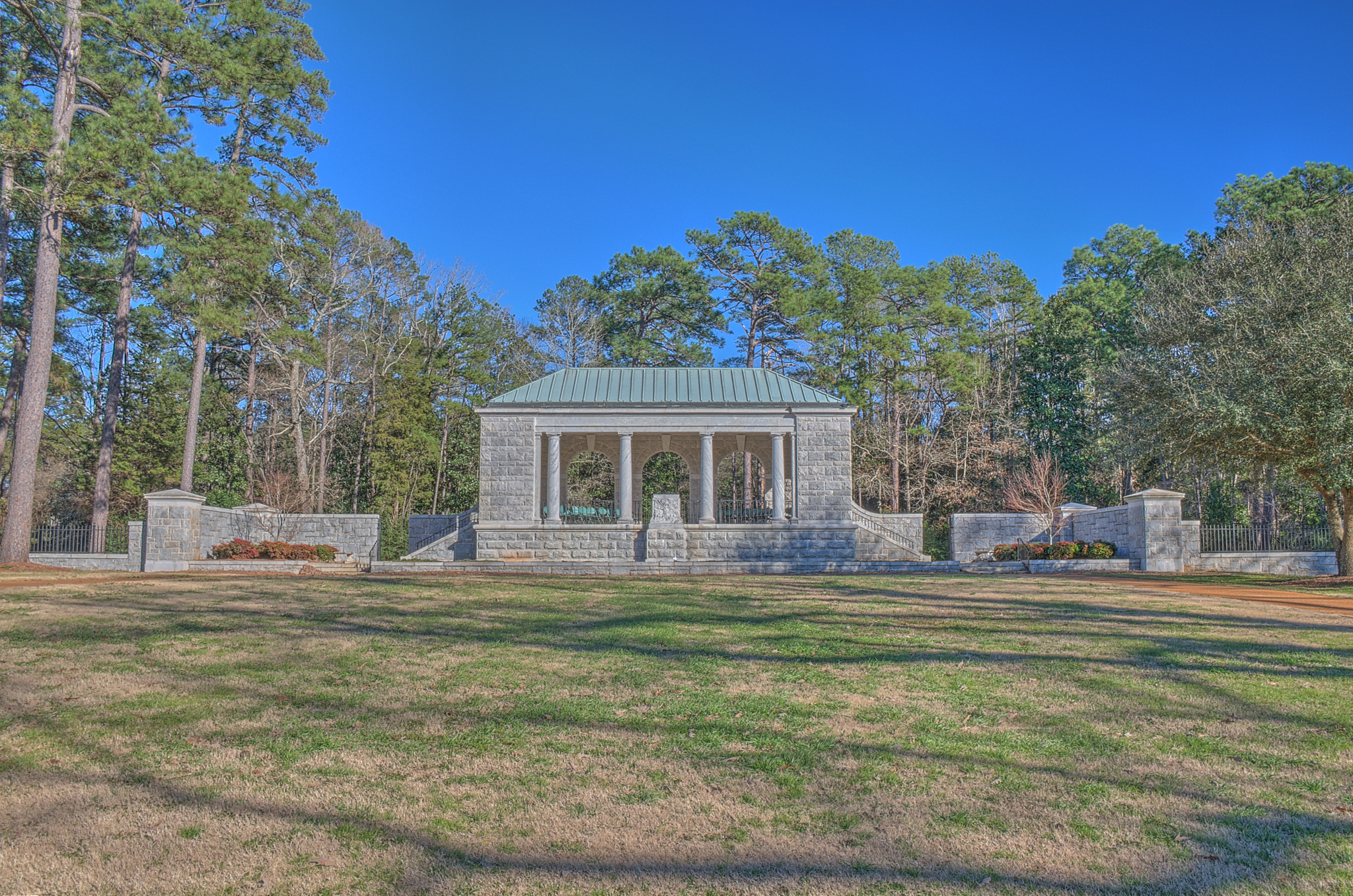
Трибуна
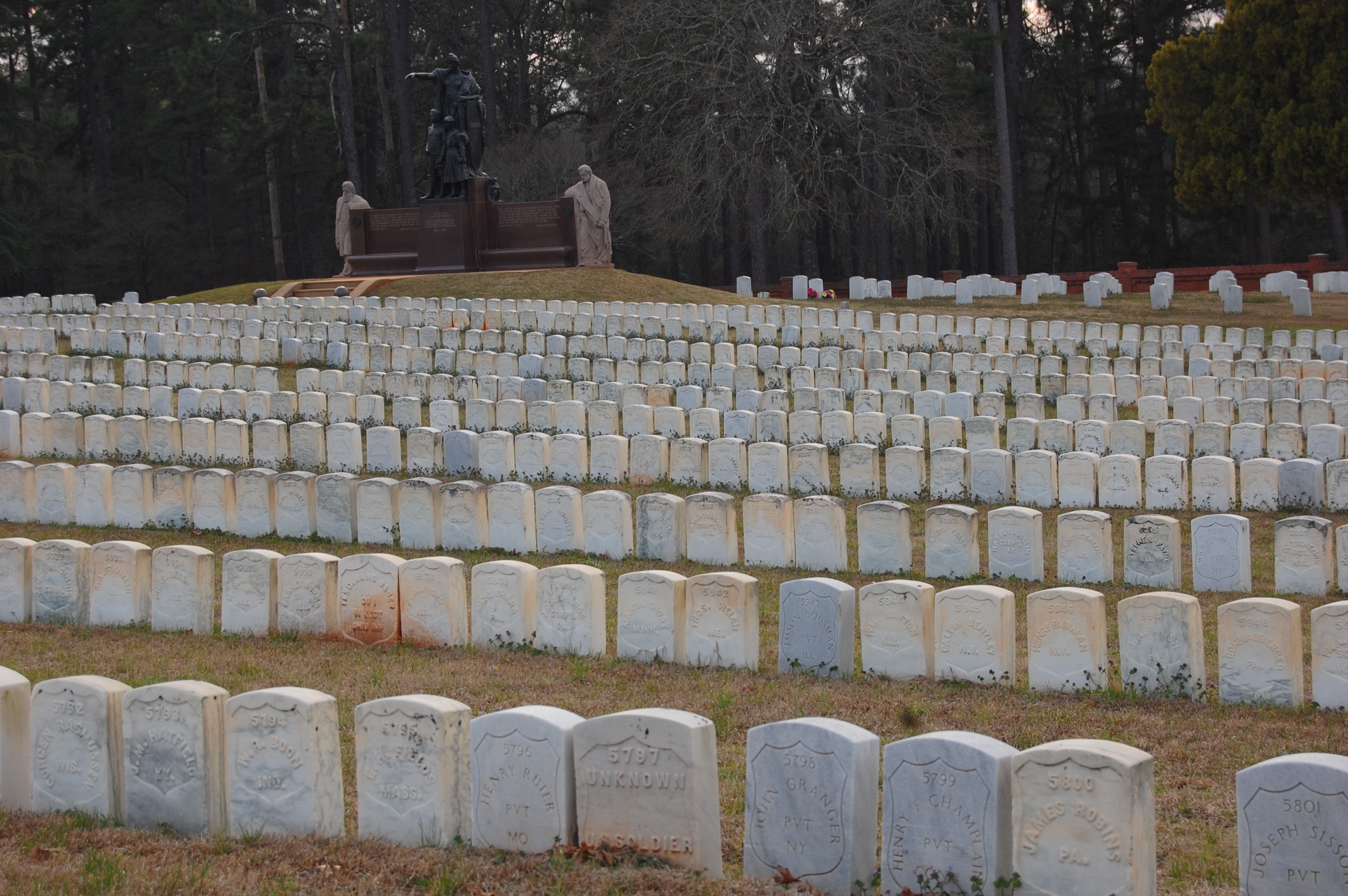
Могили
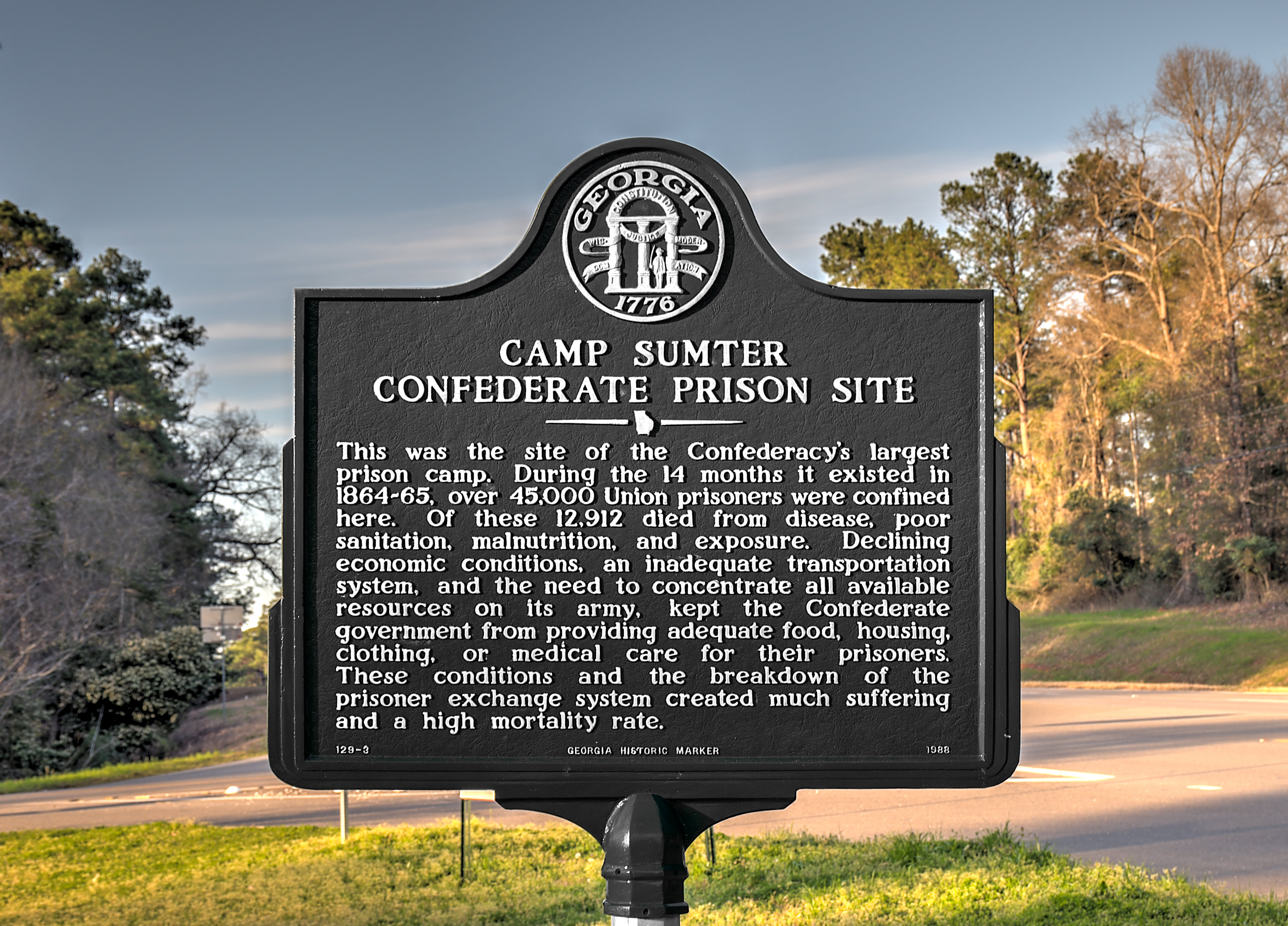
Історичний маркер

### Пам'ятні знаки

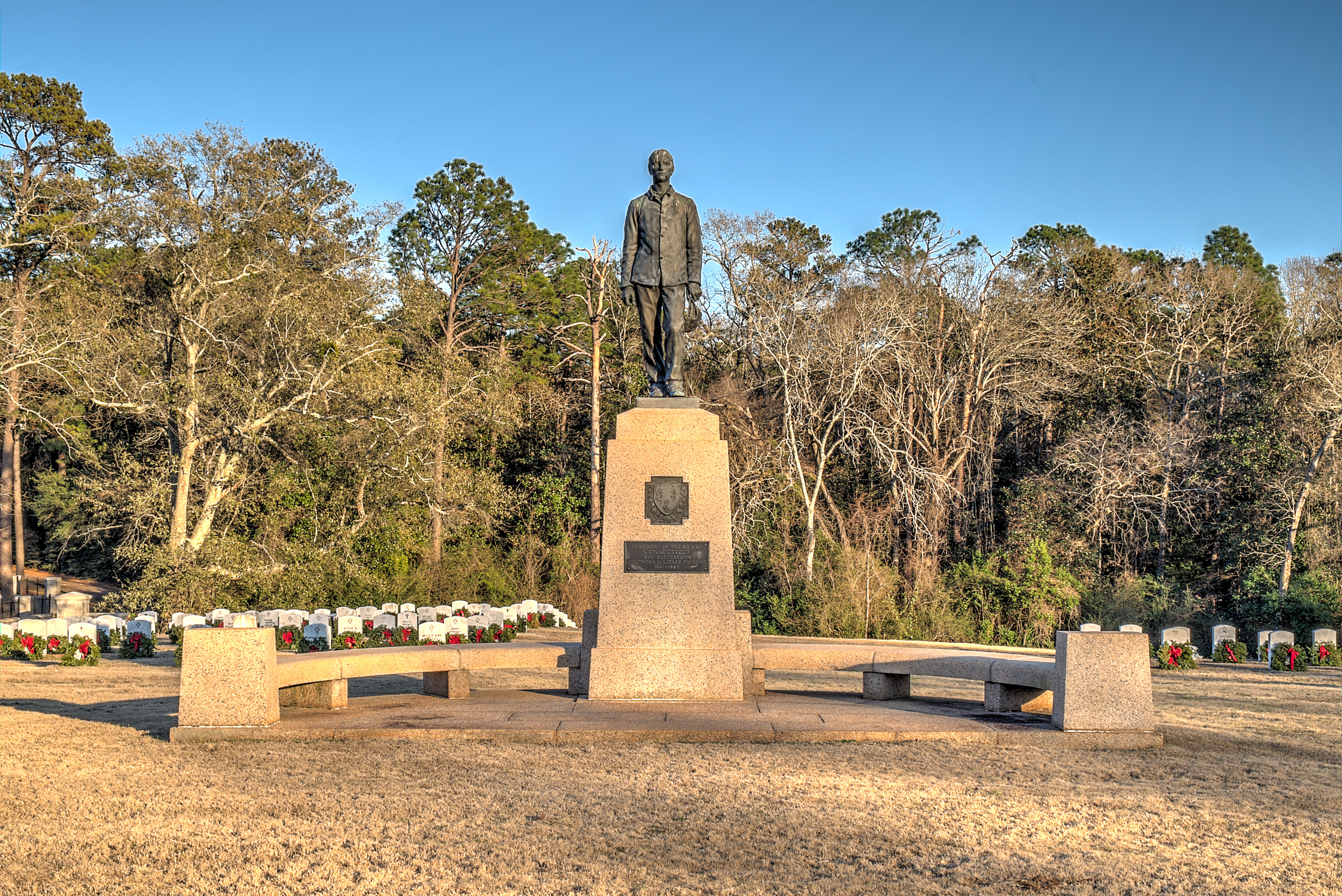
Коннектикут (1907)
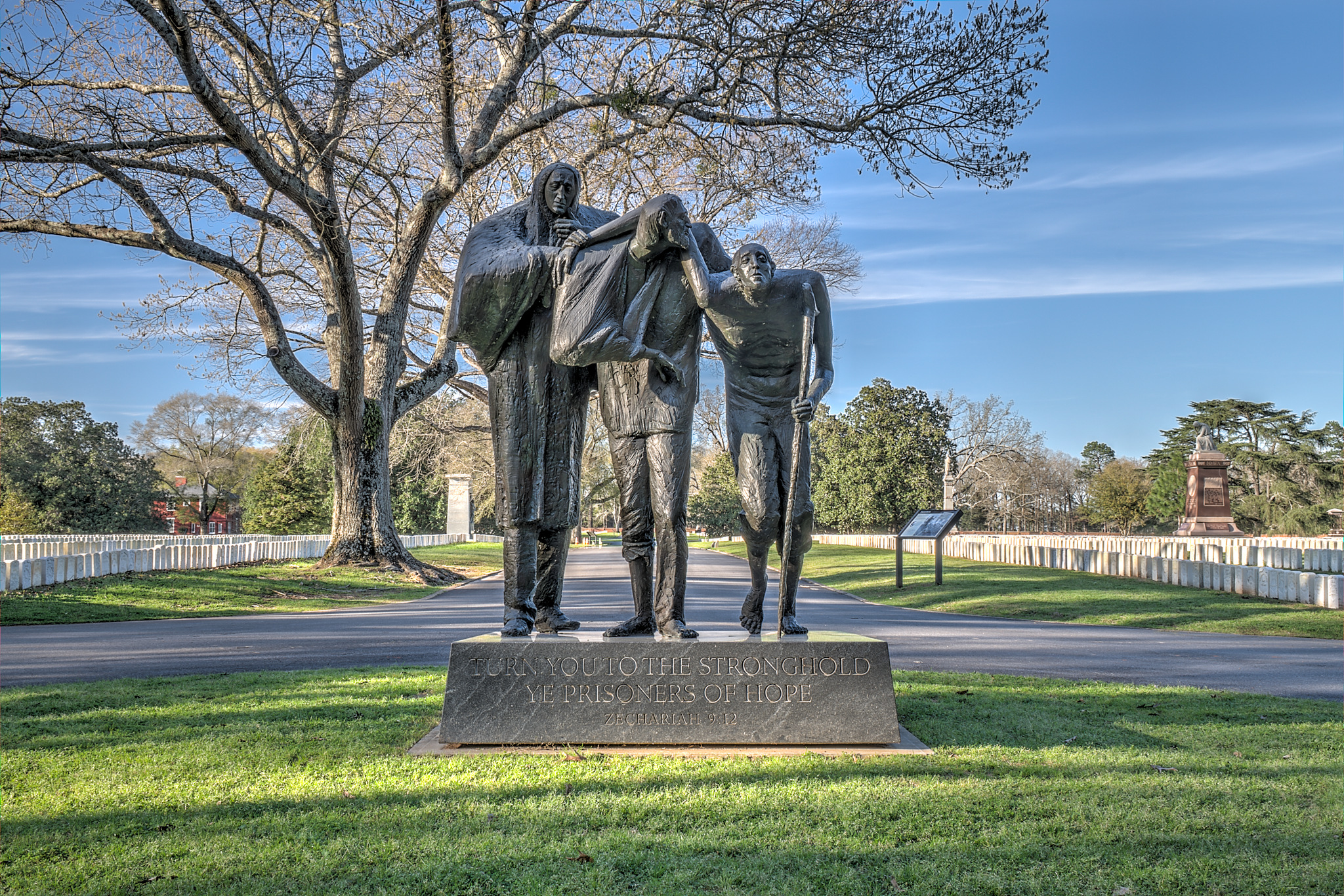
Джорджия (1976)
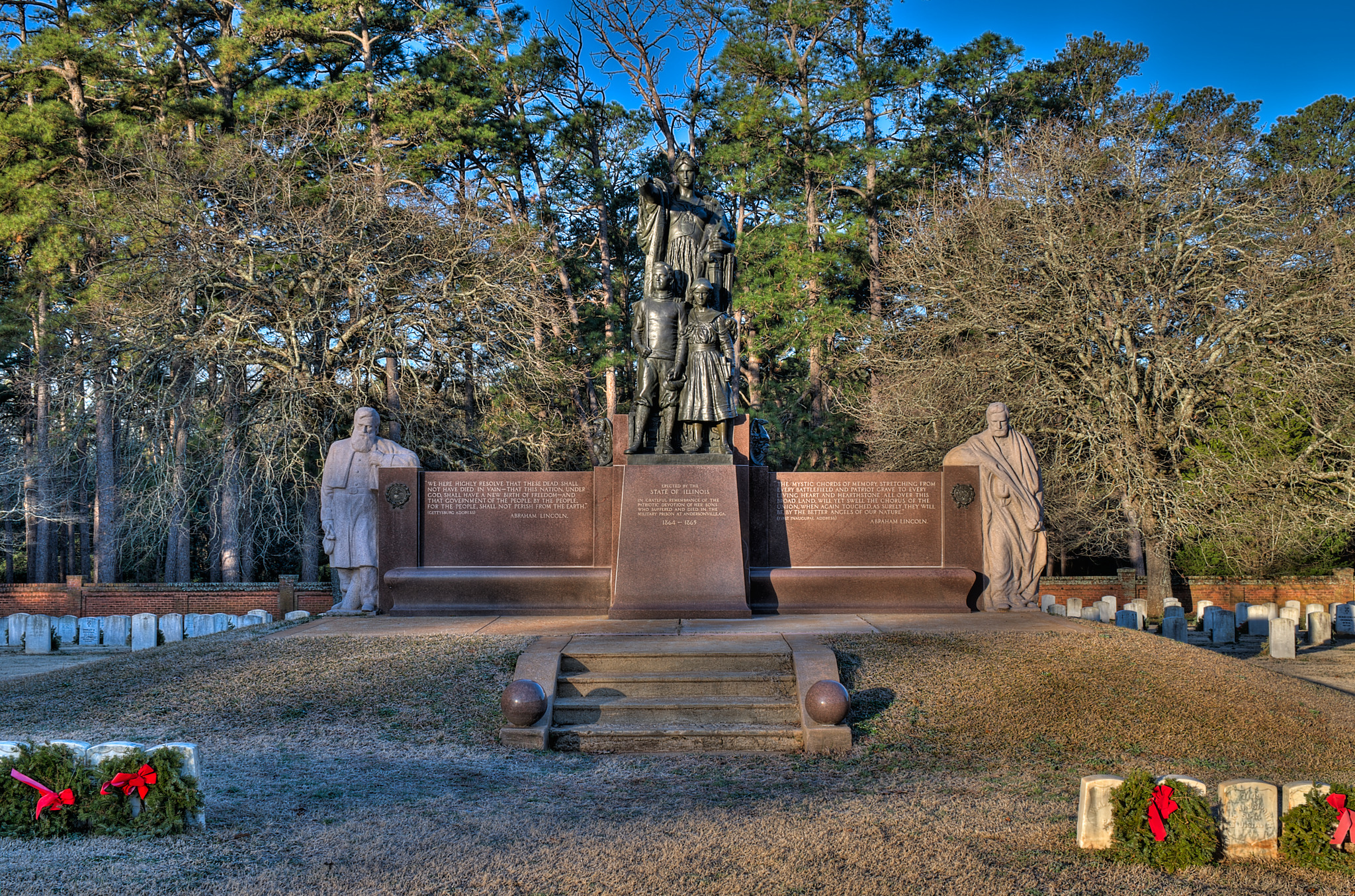
Іллінойс (1912)
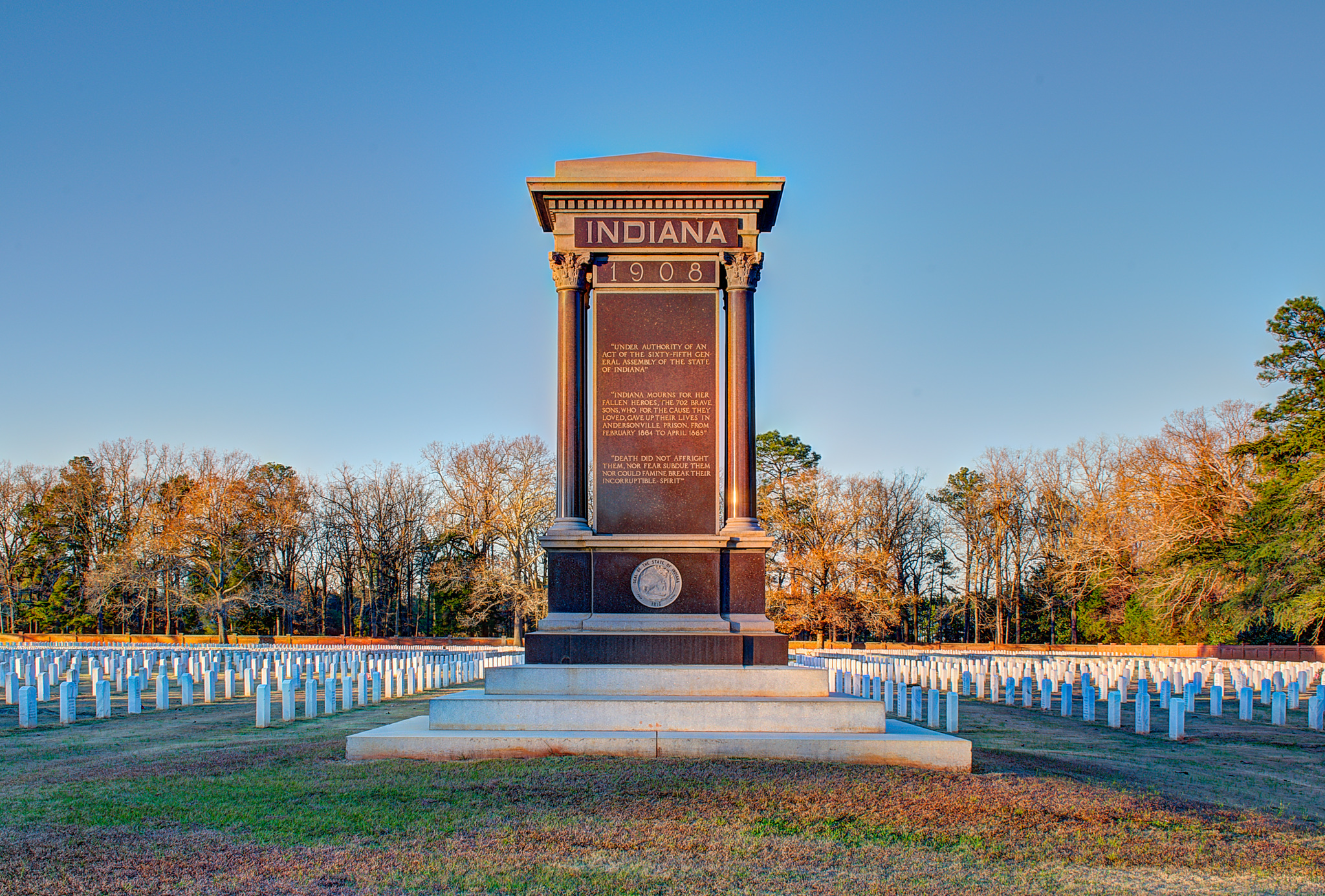
Індіана (1908)
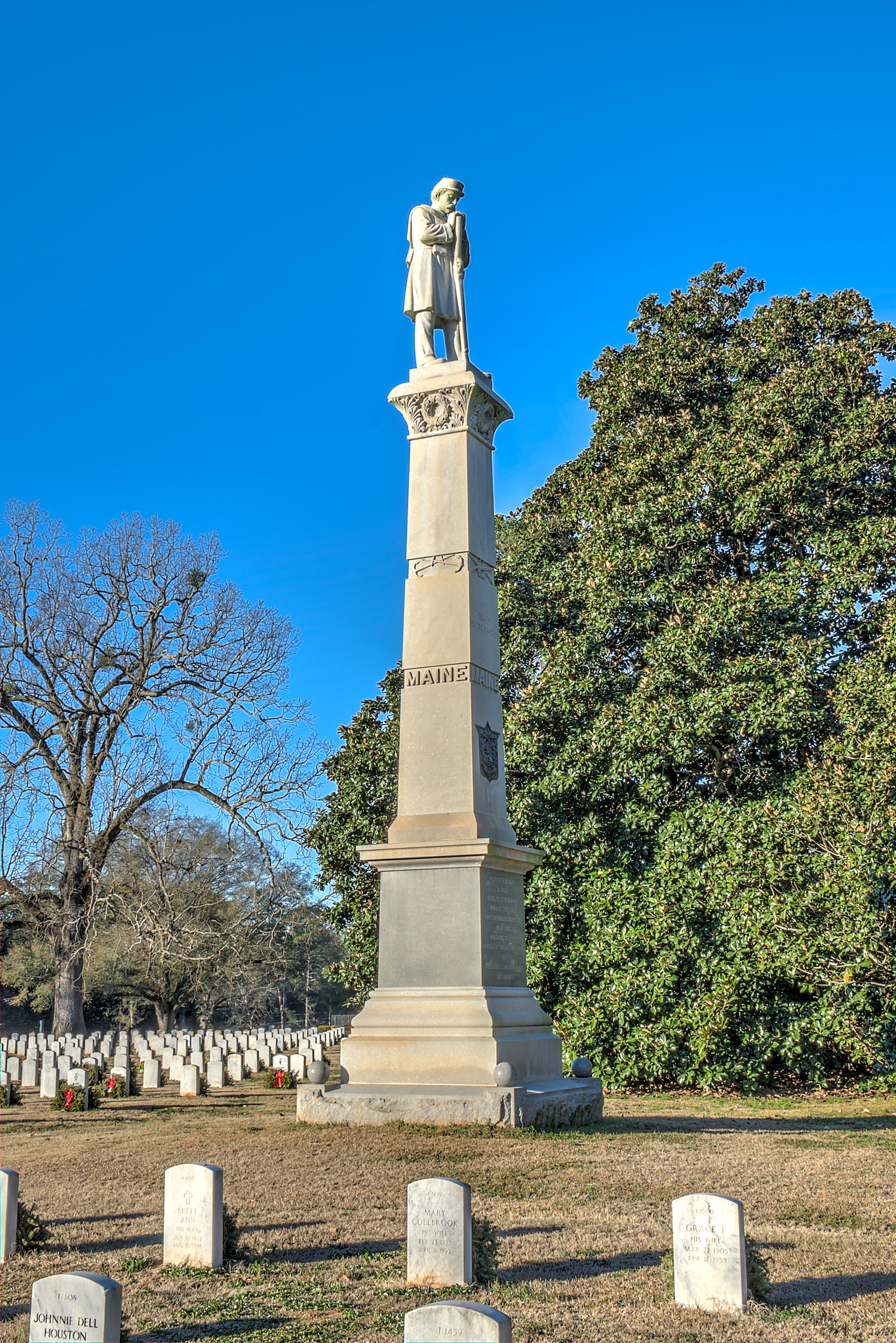
Мен (1904)
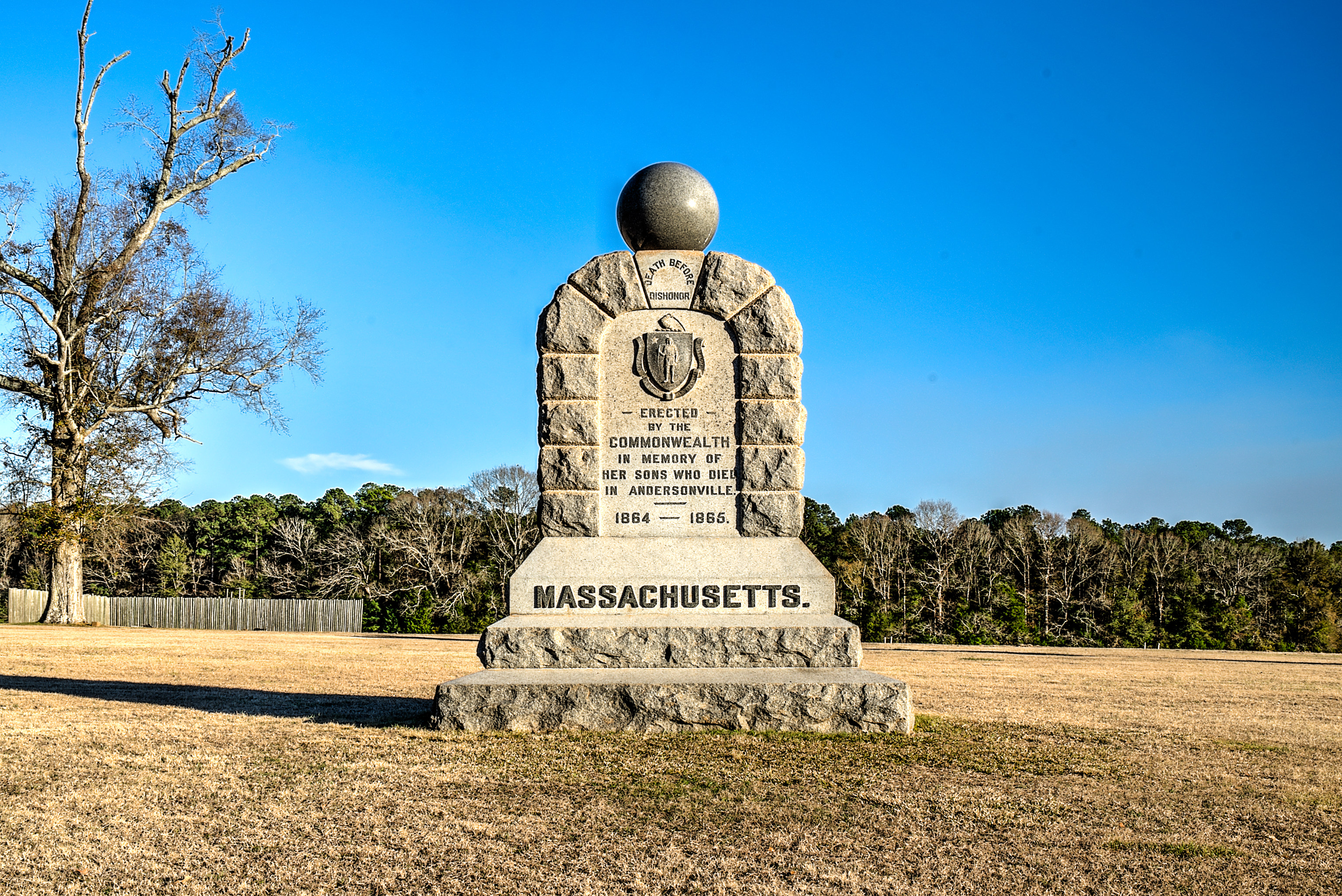
Массачусетс (1901)
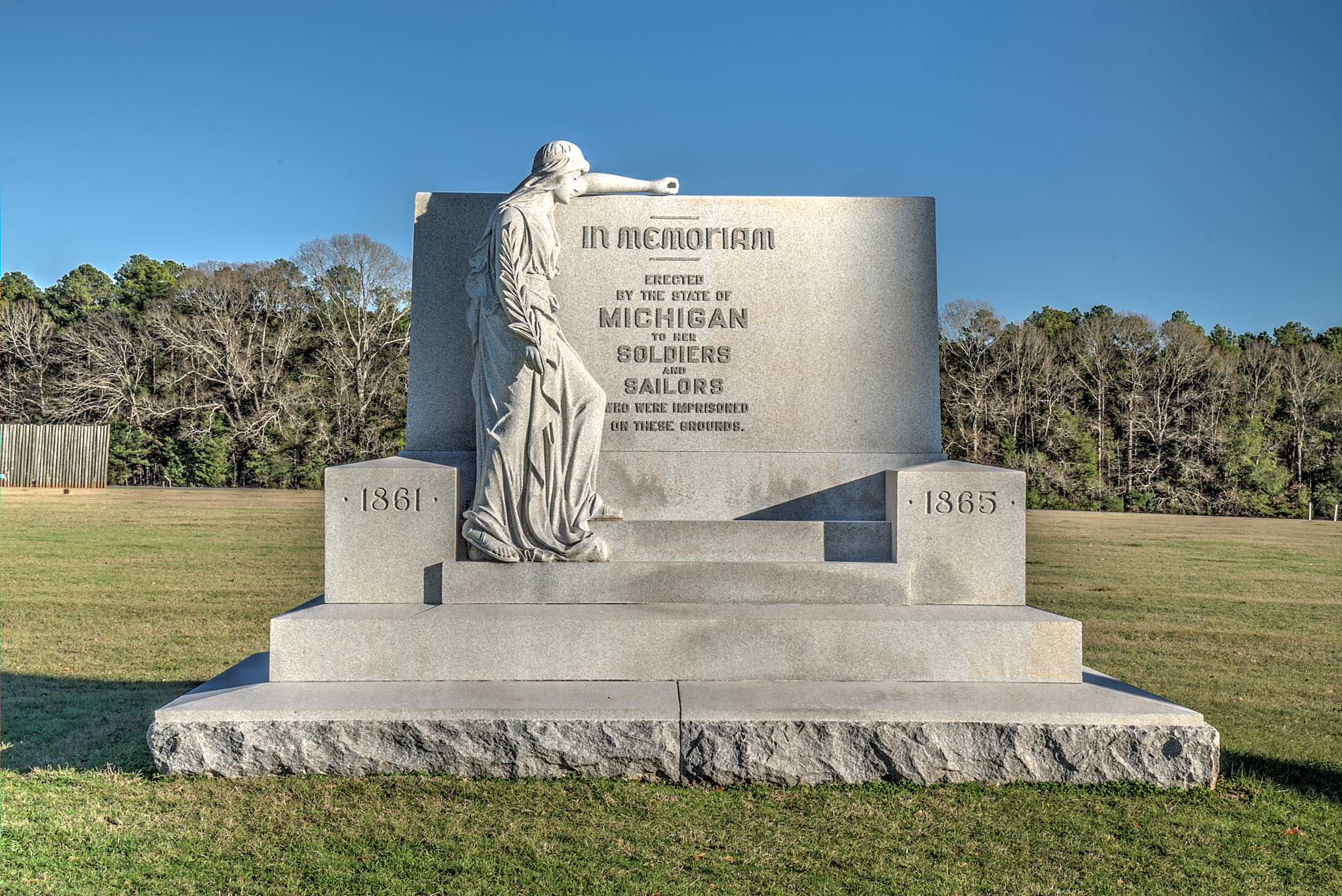
Мічиган (1904)
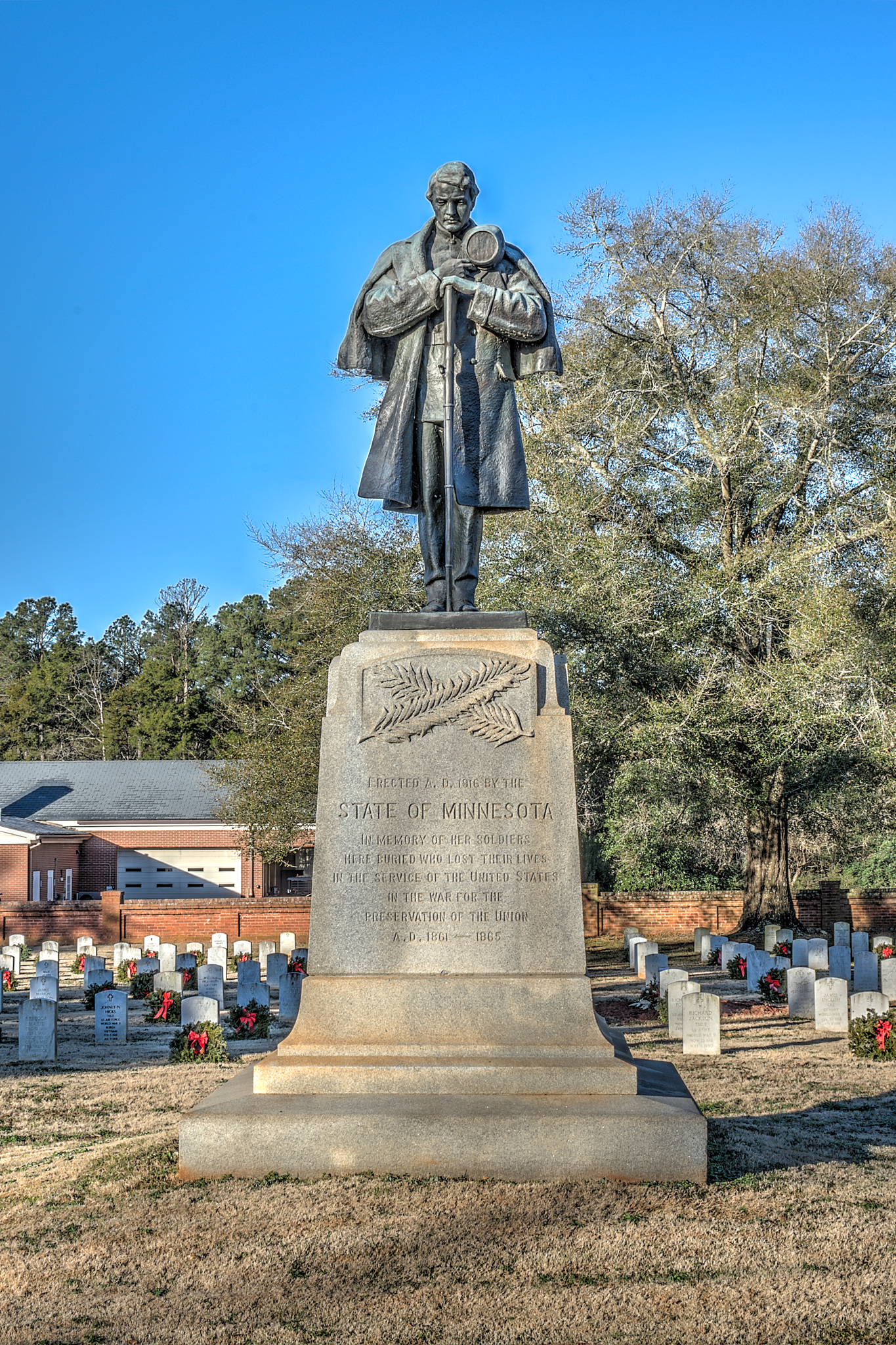
Міннесота (1916)
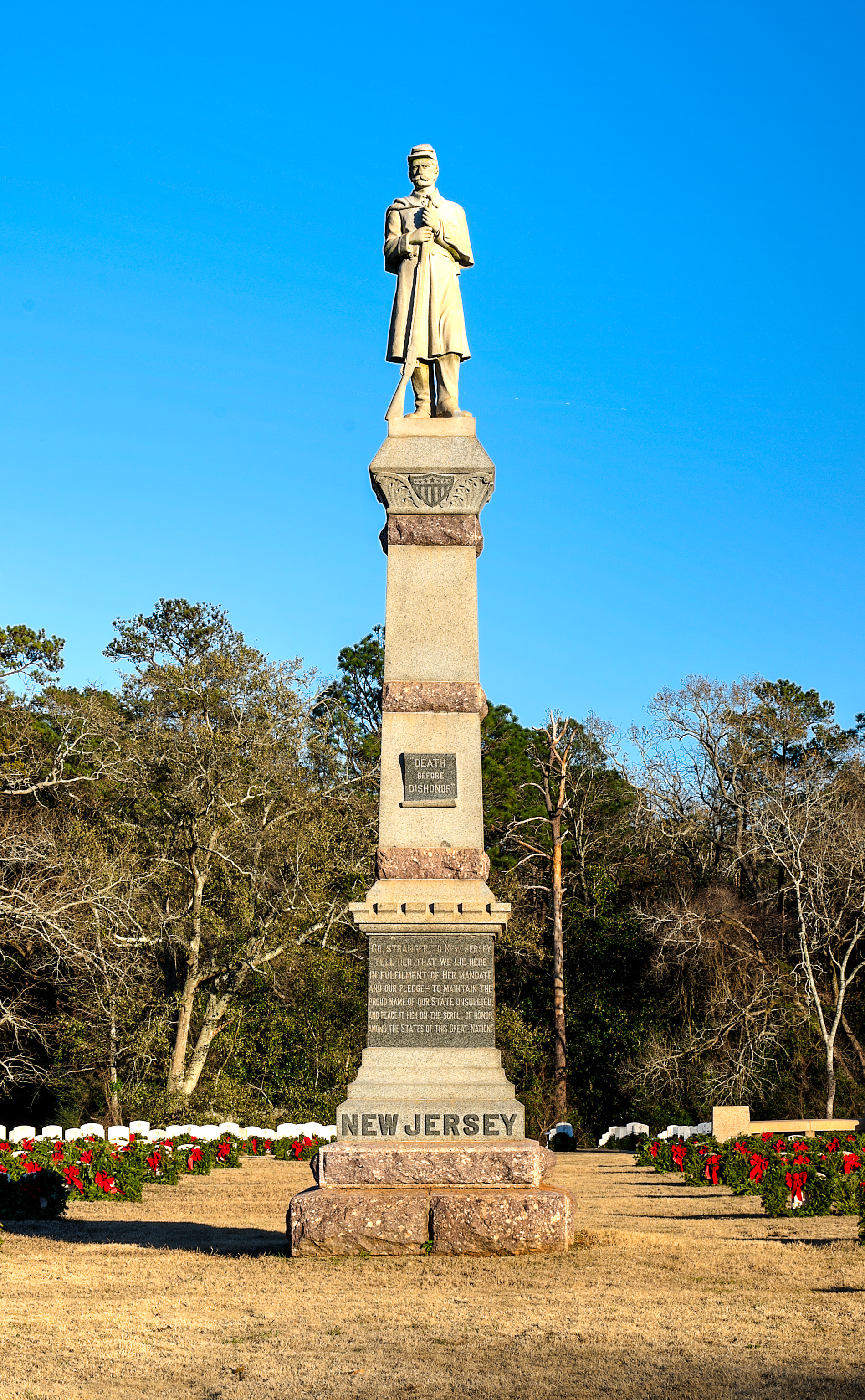
Нью-Джерсі (1899)
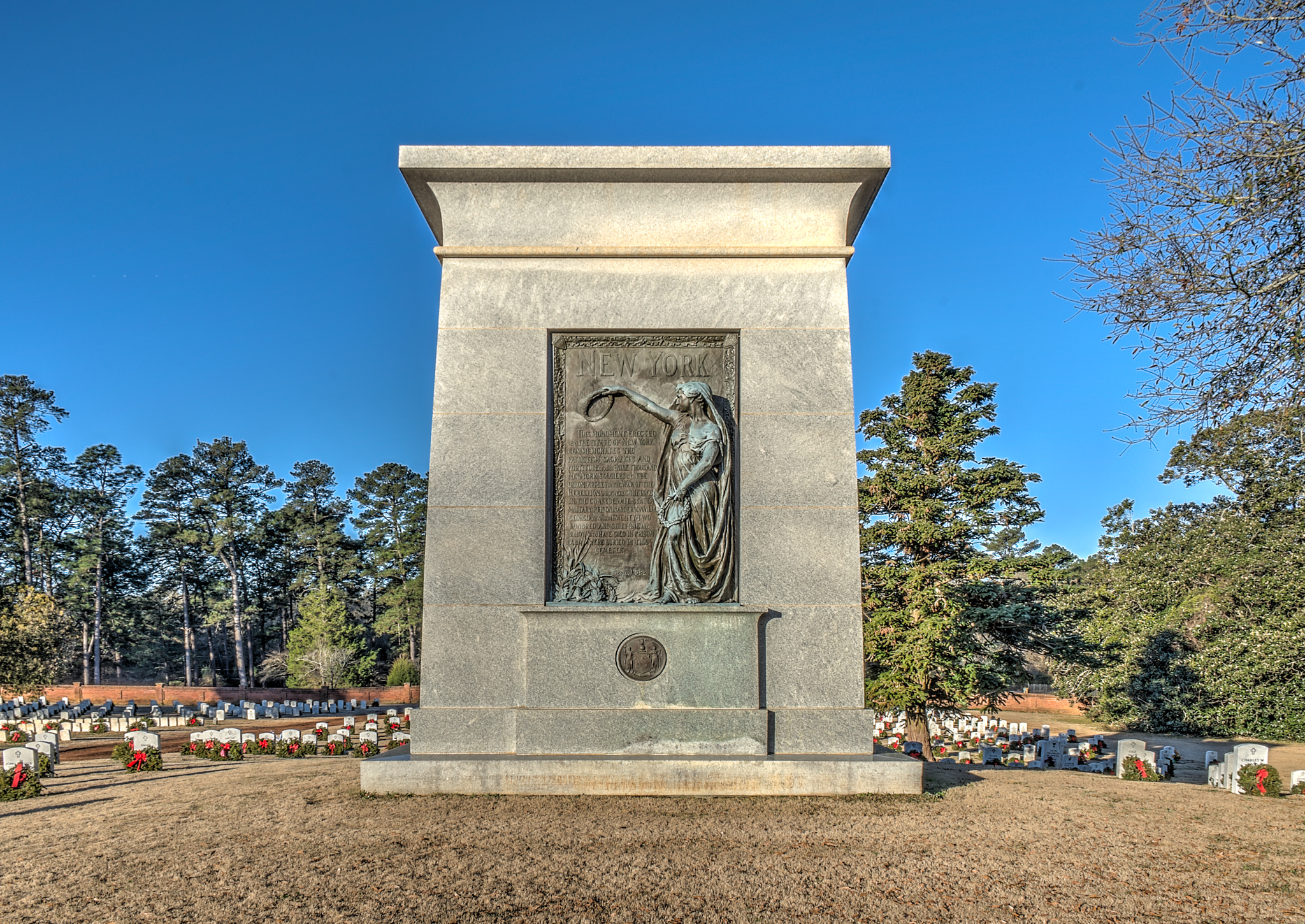
Нью-Йорк (1914)
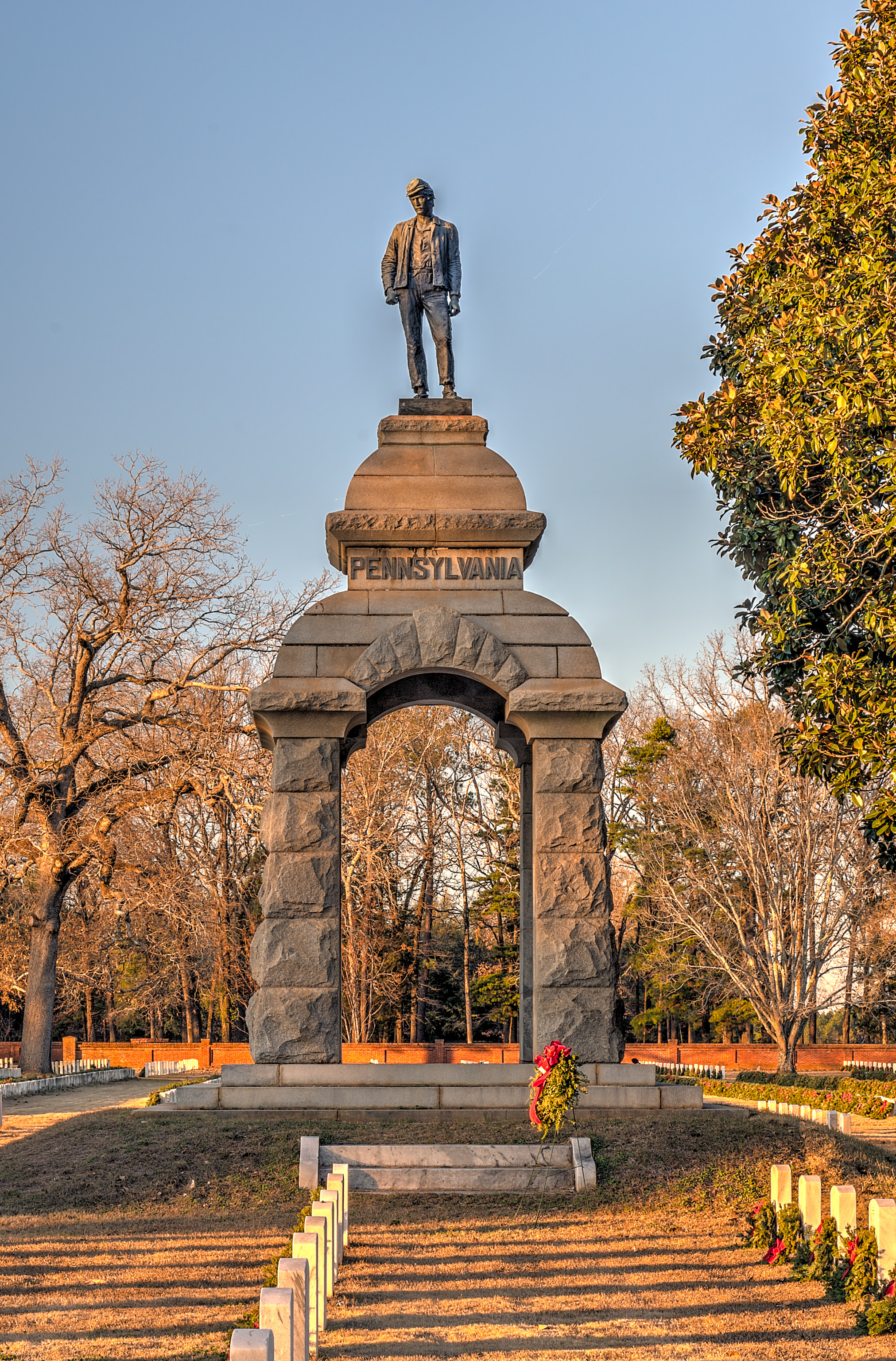
Пенсільванія (1905)
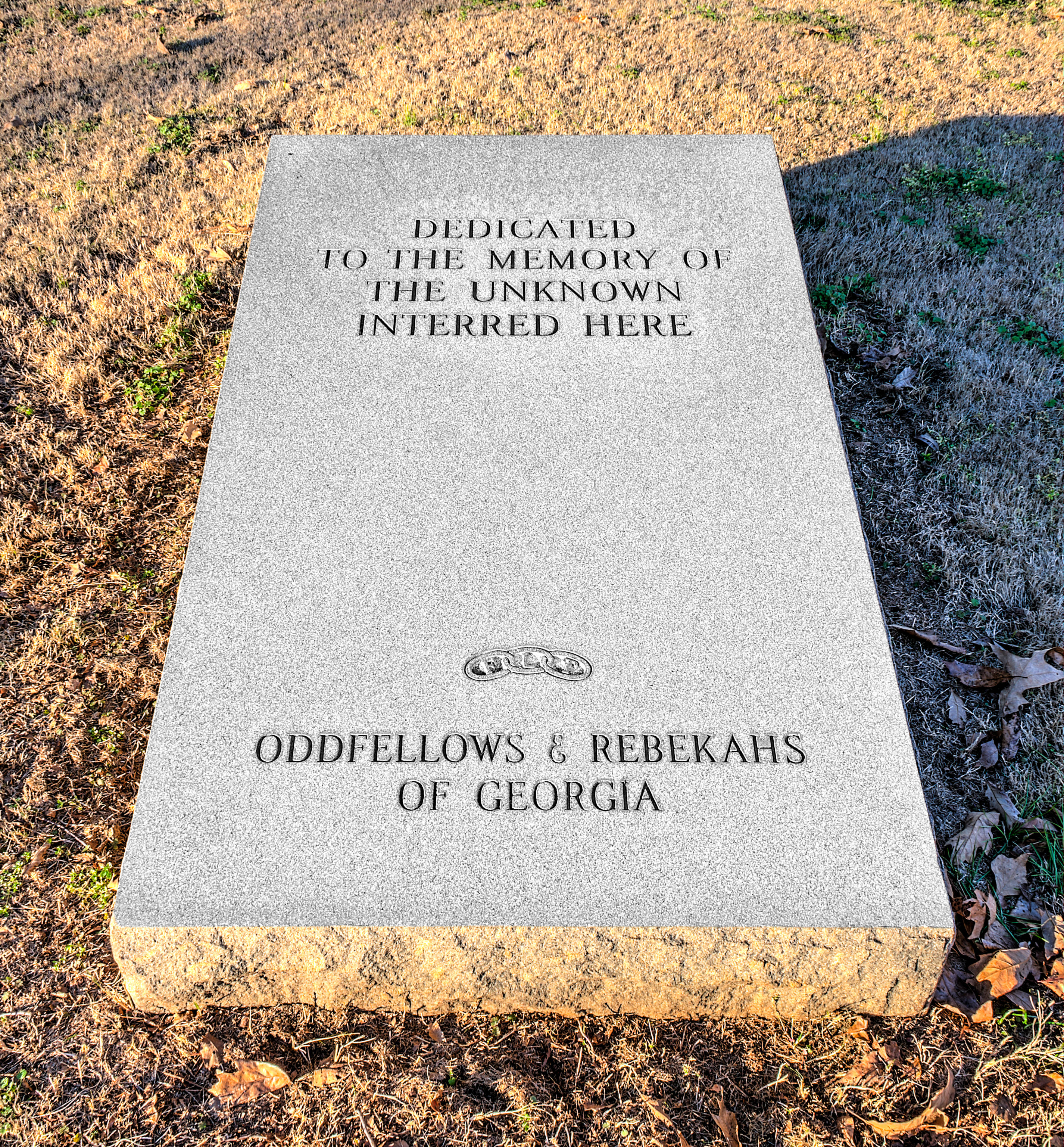
Невідомий солдат (1984)

### Наукові дослідження
- Клойд, Бенджамін Г. Жорстокість переслідує: в'язниці громадянської війни в американській пам'яті. (Видавництво університету штату Луїзіана, 2010)
- Коста, Дора Л; Кан, Метью Е. «Виживання в Андерсонвілі: переваги соціальних мереж у таборах для військовополонених», American Economic Review (2007) 97 № 4 с. 1467–1487 рр. економетрика
- Домбі, Адам Х. «Полонені пам’яті: суперечлива спадщина раси в національному історичному місці Андерсонвілла» Історія громадянської війни (2017) 63 № 3 с. 253–294 онлайн [Архівовано 12 травня 2021 у Wayback Machine.]
- Футч, Овідій. «Тюремне життя в Андерсонвіллі», історія громадянської війни (1962) 8 № 2 с. 121–35 в проекті MUSE
- Футч, Овідій. Історія в'язниці Андерсонвіль (1968)
- Марвел, Вільям. Andersonville: The Last Depot (University of North Carolina Press, 1994) уривок і текстовий пошук [Архівовано 23 лютого 2022 у Wayback Machine.]
- Пікенпо, Роджер. Полонені в синьому: тюрми громадянської війни Конфедерації (2013) стор. 119–66
- Роудс, Джеймс, Історія Сполучених Штатів від компромісу 1850 року, том. В. Нью-Йорк: Макмілан, 1904.
- Силкенат, Давид. Підняття білого прапора: як капітуляція визначила громадянську війну в США. Chapel Hill: University of North Carolina Press, 2019.ISBN 978-1-4696-4972-6.

### Первинні та інші джерела
- Чіпмен, Нортон П. Жахи повстанської в'язниці Андерсонвіль. Сан-Франциско: Банкрофт, 1891.
- Дженовейс, Тед і Х'ю Х. Дженовейс (ред. ). Ідеальна картина пекла: розповіді очевидців ув’язнених громадянської війни з 12-ї Айови. Айова-Сіті: University of Iowa Press, 2001.
- Макелрой, Джон. Андерсонвілл: Історія військових в’язниць повстанців Толедо: Д.Р.Локк, 1879.
- Ренсом, Джон. Щоденник Андерсонвілля [Архівовано 23 лютого 2022 у Wayback Machine.]. Оберн, Нью-Йорк: Автор, 1881.
- Ранзан, Девід, ред. Виживання в Андерсонвілі: спогади одного в’язня про найвідоміший табір громадянської війни. Джефферсон, NC: McFarland and Company, 2013.
- Спенсер, Амброуз. Розповідь про Андерсонвілль [Архівовано 23 лютого 2022 у Wayback Machine.]. Нью-Йорк: Харпер, 1866.
- Стівенсон, Р. Рендольф. Південна сторона, або в'язниця Андерсонвіль [Архівовано 23 лютого 2022 у Wayback Machine.]. Балтимор: Тернбулл, 1876.
- Вурхіз, Альфред Х. Тюремний щоденник Альфреда Х. Вурхіза в Андерсонвіллі [Архівовано 4 березня 2016 у Wayback Machine.]. 1864 рік.

## Зовнішні посилання
- Вікісховище має мультимедійні дані за темою: Андерсонвільський табір</img>
- Національне історичне місце Андерсонвілля на NPS.gov [Архівовано 10 жовтня 2010 у Wayback Machine.] – офіційний сайт
- Історична довідка про в'язницю громадянської війни в Андерсонвілі [Архівовано 29 грудня 2012 у Wayback Machine.]
- U.S. Geological Survey Geographic Names Information System: Андерсонвільський табір
- U.S. Geological Survey Geographic Names Information System: National Cemetery –
- «Довідник WWW по тюрмах громадянської війни» (2004) [Архівовано 27 червня 2010 у Wayback Machine.]
- «Повстанська тюремна ручка в Андерсонвіллі, Джорджія» – стенограма газетної статті колишнього тюремного наглядача 1874 року
- Andersonville National Cemetery  «
- Газетні статті та вирізки про в’язницю Андерсонвілл на Newspapers.com [Архівовано 23 лютого 2022 у Wayback Machine.]